# Commercy
Commercy est une commune française située dans le département de la Meuse, dont elle est une des sous-préfectures (avec Verdun).
Située dans la région historique et culturelle de Lorraine, elle fait partie de la région Grand Est.

## Géographie

### Localisation
Commercy se situe dans l'Est de la France, au centre de la région Grand Est et dans le sud-est du département de la Meuse. La commune s'étend dans la vallée de la Meuse, sur la rive gauche du fleuve, à l'ouest des côtes de Meuse. C'est le centre de l'aire urbaine de Commercy.
À vol d'oiseau, la commune est située entre Paris (238 km) et Strasbourg (160 km). En Lorraine, elle est distante de 44 km de Nancy (Meurthe-et-Moselle), de 58 km de Metz (Moselle) et de 91 km d'Épinal (Vosges). En Meuse, elle se trouve à 31 km à l'est de Bar-le-Duc — la préfecture — et à 47 km de Verdun — l'autre sous-préfecture.
La frontière belge se situe à 90 km, celle du Luxembourg à 80 km, celle d'Allemagne à 100 km, et celle de Suisse à 180 km.

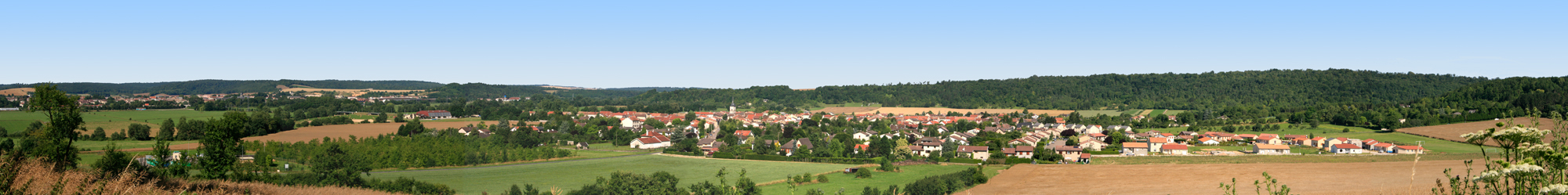
Panorama Commercy (au fond à gauche) - Vignot (au premier plan à droite).

### Communes limitrophes
Les communes limitrophes sont Vignot, Chonville-Malaumont, Euville, Laneuville-au-Rupt, Lérouville, Ménil-la-Horgne et Saulvaux.
| Lérouville          |                 | Vignot             |
| Chonville-Malaumont | Commercy        | Euville            |
| Saulvaux            | Ménil-la-Horgne | Laneuville-au-Rupt |

### Géologie et relief

Carte géologique de la Lorraine.

La superficie de la commune est de 3 537 ha, son altitude varie de 225 m à 382 m.
Le département de la Meuse se situe dans la partie orientale du Bassin parisien ; il est constitué d'un socle rocheux d'âge Mésozoïque (Jurassique et Crétacé). Les calcaires des côtes de Meuse datent de l'Oxfordien. Ils ont été intensément exploités dans les carrières autour de Commercy, notamment à Euville et Lérouville, pour servir de pierre de construction sous le nom de pierre d'Euville.
Le fond de la vallée de la Meuse est composé d'une couche d'alluvions récentes grossières d'une épaisseur d'une quinzaine de mètres. La couche est recouverte par une épaisseur de limons d'inondation de 0,6  à   1,50 m. En bordure de la vallée, on trouve des alluvions anciennes composées de sables siliceux, de quartz et de granite venus des Vosges par la Moselle. Cette dernière était alors un affluent de la Meuse avant d'être capturée par un affluent de la Meurthe. Cela explique également la largeur disproportionnée de la vallée par rapport au fleuve actuel.
La commune de Commercy est en zone de sismicité 1 (très faible) selon l’article D. 563-8-1 du Code de l’Environnement.

### Hydrographie
La commune est dans le bassin versant de la Meuse au sein du bassin Rhin-Meuse. Elle est drainée par la Meuse, le canal de l'Est Branche-Nord, le ruisseau le Faux, le canal des Forges, le ruisseau la Noue, la Morte de Vertuzey et le ruisseau de Vignot,.

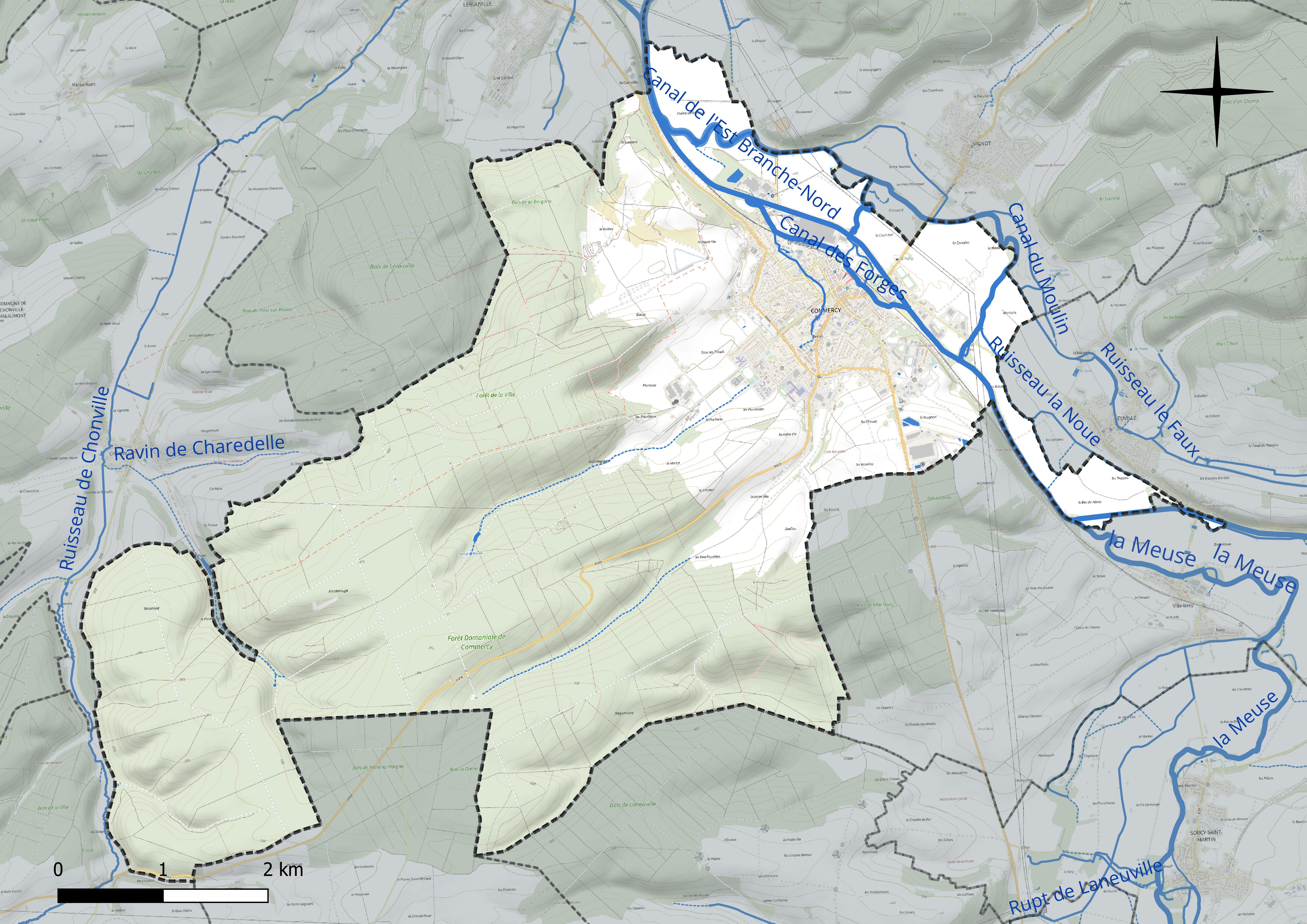
Réseau hydrographique de Commercy.

La Meuse, d'une longueur de 486 km dans sa partie française, est un fleuve européen qui prend sa source en France, dans la commune du Châtelet-sur-Meuse, à 409 mètres d'altitude, et se jette dans la mer du Nord après un cours long d'approximativement 950 kilomètres traversant la France, la Belgique et les Pays-Bas. Les caractéristiques hydrologiques de la Meuse sont données par la station hydrologique située sur la commune. Le débit moyen mensuel est de 22,9 m3/s. Le débit moyen journalier maximum est de 473 m3/s, atteint lors de la crue du 31 décembre 2001. Le débit instantané maximal est quant à lui de 598 m3/s, atteint le même jour.
Le canal de l'Est Branche-Nord, d'une longueur de 141 km, est un chenal et un cours d'eau naturel navigable qui relie Givet à Troussey, où il rejoint le canal de la Marne au Rhin. Le canal de l'Est — également connu sous le nom du canal de la Meuse — construit au XIXe siècle est parallèle au fleuve. Il est dédoublé par le canal des Forges sur le territoire communal. Le canal de l'Est permet la navigation grâce à une écluse (PK 260,769) et un barrage (PK 263,110). Un port de plaisance de 6 places est situé à proximité du centre-ville,.

Cours d'eau de la ville
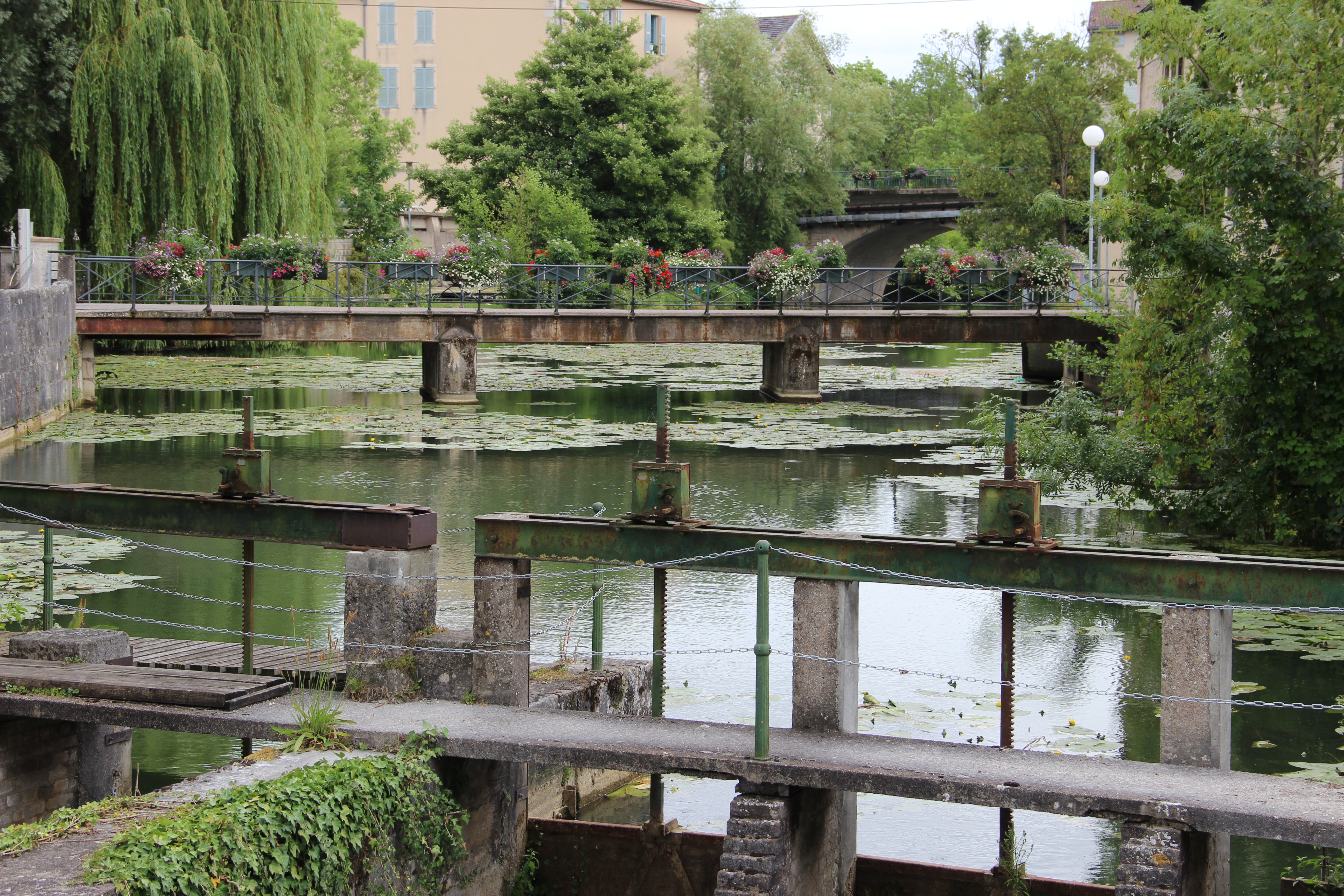
Barrage sur un bras de la Meuse.
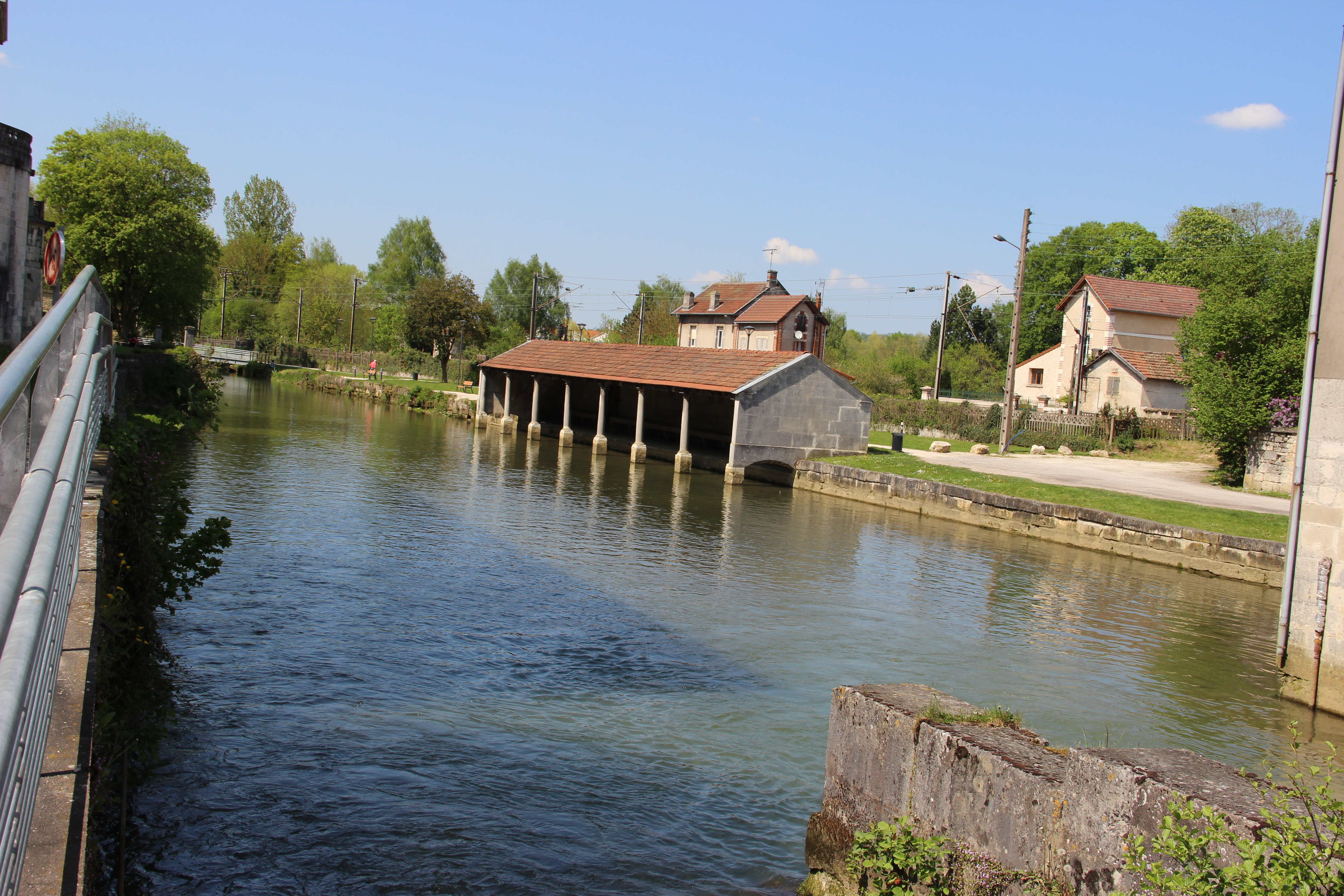
Lavoir sur un bras de la Meuse.
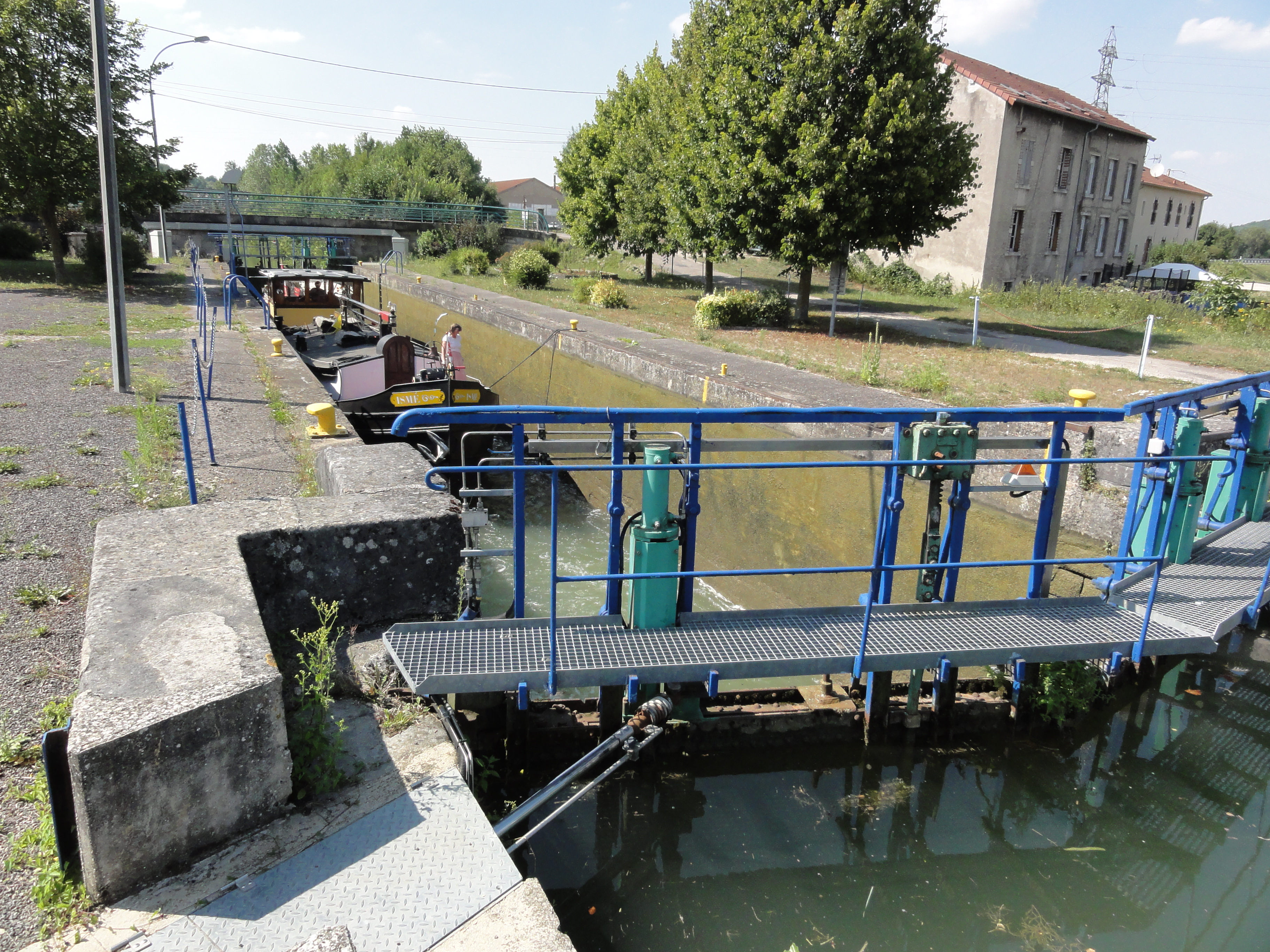
Écluse du canal de l'Est.

### Climat
Pour des articles plus généraux, voir Climat du Grand Est et Climat de la Meuse.
En 2010, le climat de la commune est de type climat des marges montargnardes, selon une étude du Centre national de la recherche scientifique s'appuyant sur une série de données couvrant la période 1971-2000. En 2020, Météo-France publie une typologie des climats de la France métropolitaine dans laquelle la commune est exposée à un climat océanique altéré et est dans la région climatique Lorraine, plateau de Langres, Morvan, caractérisée par un hiver rude (1,5 °C), des vents modérés et des brouillards fréquents en automne et hiver.
Pour la période 1971-2000, la température annuelle moyenne est de 9,7 °C, avec une amplitude thermique annuelle de 16,3 °C. Le cumul annuel moyen de précipitations est de 941 mm, avec 13,1 jours de précipitations en janvier et 9,2 jours en juillet. Pour la période 1991-2020, la température moyenne annuelle observée sur la station météorologique de Météo-France la plus proche, « Erneville aux Bois_sapc », sur la commune d'Erneville-aux-Bois à 13 km à vol d'oiseau, est de 9,9 °C et le cumul annuel moyen de précipitations est de 1 021,5 mm. 
La température maximale relevée sur cette station est de 39,4 °C, atteinte le 25 juillet 2019 ; la température minimale est de −24,2 °C, atteinte le 18 février 1956,,.
Les paramètres climatiques de la commune ont été estimés pour le milieu du siècle (2041-2070) selon différents scénarios d'émission de gaz à effet de serre à partir des nouvelles projections climatiques de référence DRIAS-2020. Ils sont consultables sur un site dédié publié par Météo-France en novembre 2022.

## Urbanisme

### Typologie
Au 1er janvier 2024, Commercy est catégorisée petite ville, selon la nouvelle grille communale de densité à sept niveaux définie par l'Insee en 2022.
Elle appartient à l'unité urbaine de Commercy, une unité urbaine monocommunale constituant une ville isolée,. Par ailleurs la commune fait partie de l'aire d'attraction de Commercy, dont elle est la commune-centre,. Cette aire, qui regroupe 19 communes, est catégorisée dans les aires de moins de 50 000 habitants,.

### Occupation des sols

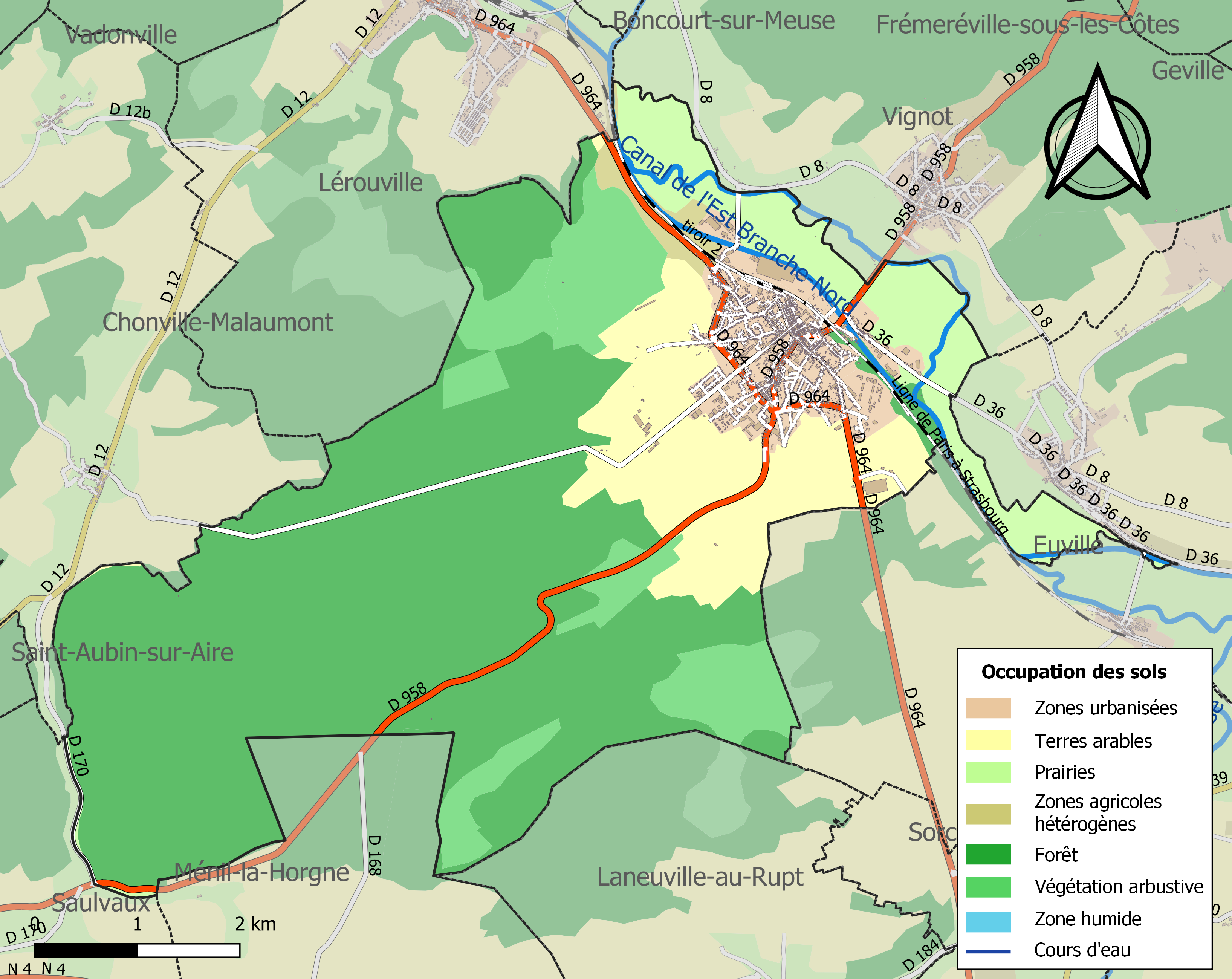
Carte des infrastructures et de l'occupation des sols de la commune en 2018 (CLC).

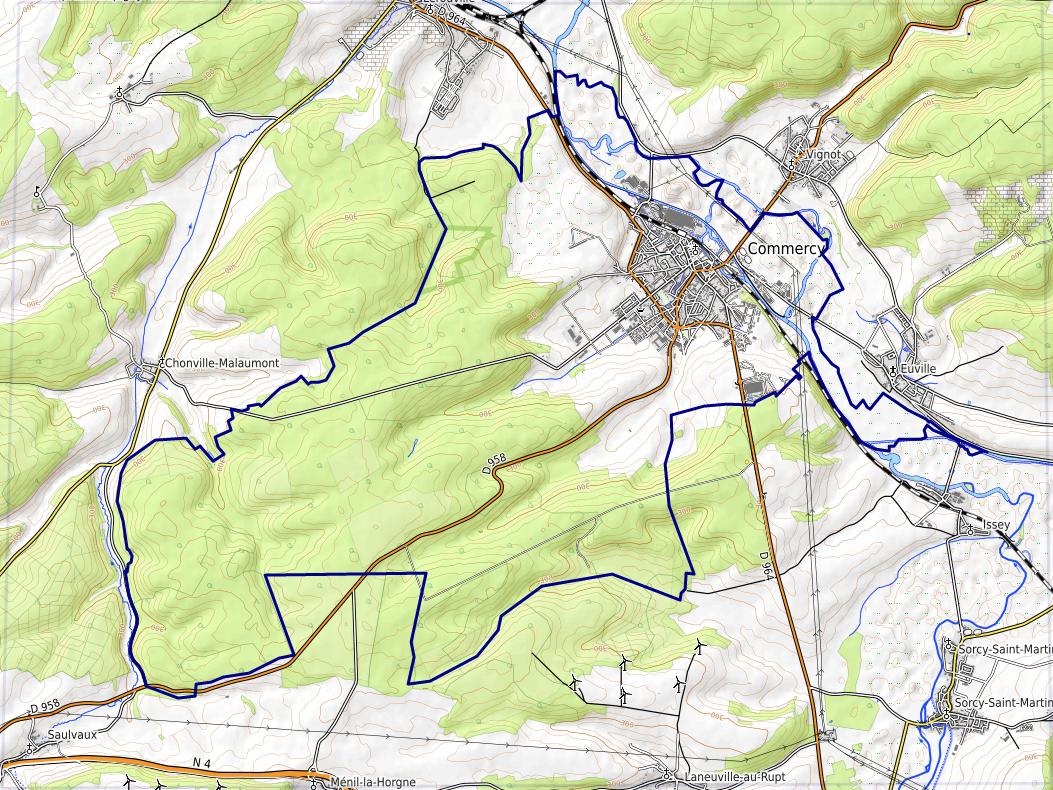
Plan topographique de la ville, en 2020.

L'occupation des sols de la commune, telle qu'elle ressort de la base de données européenne d’occupation biophysique des sols Corine Land Cover (CLC), est marquée par l'importance des forêts et milieux semi-naturels (68,1 % en 2018), une proportion identique à celle de 1990 (68,1 %). La répartition détaillée en 2018 est la suivante : 
forêts (57 %), terres arables (13,4 %), milieux à végétation arbustive et/ou herbacée (11,1 %), prairies (9,2 %), zones urbanisées (5,2 %), zones industrielles ou commerciales et réseaux de communication (2,6 %), zones agricoles hétérogènes (1,5 %). L'évolution de l’occupation des sols de la commune et de ses infrastructures peut être observée sur les différentes représentations cartographiques du territoire : la carte de Cassini (XVIIIe siècle), la carte d'état-major (1820-1866) et les cartes ou photos aériennes de l'IGN pour la période actuelle (1950 à aujourd'hui).

### Habitat et logement
En 2020, le nombre total de logements dans la commune était de 3 085, alors qu'il était de 3 191 en 2015 et de 3 130 en 2010.
Parmi ces logements, 84,3 % étaient des résidences principales, 0,9 % des résidences secondaires et 14,8 % des logements vacants. Ces logements étaient pour 44,8 % d'entre eux des maisons individuelles et pour 53,7 % des appartements.
Le tableau ci-dessous présente la typologie des logements à Commercy en 2020 en comparaison avec celle de la Meuse et de la France entière. Une caractéristique marquante du parc de logements est ainsi une proportion de résidences secondaires et logements occasionnels (0,9 %) inférieure à celle du département (4,7 %) et à celle de la France entière (9,7 %). Concernant le statut d'occupation de ces logements, 41,6 % des habitants de la commune sont propriétaires de leur logement (40,2 % en 2015), contre 67,4 % pour la Meuse et 57,5 pour la France entière.
| Typologie                                               | Commercy | Meuse | France entière |
| ------------------------------------------------------- | -------- | ----- | -------------- |
| Résidences principales (en %)                           | 84,3     | 83,1  | 82,1           |
| Résidences secondaires et logements occasionnels (en %) | 0,9      | 4,7   | 9,7            |
| Logements vacants (en %)                                | 14,8     | 12,2  | 8,2            |

### Voies de communications et transports
Commercy se trouve à l'intersection de deux routes départementales : la RD 958, ancienne route nationale 58 (RN 58), qui la relie au nord-est à Pont-à-Mousson et au sud-ouest à Saulvaux sur la route nationale 4 reliant Paris à Strasbourg via Nancy, et la RD 964, ancienne route nationale 64 (RN 64), qui la relie au nord-ouest à Verdun via Saint-Mihiel, et au sud-est à Neufchâteau via Void-Vacon et Vaucouleurs. Deux autoroutes se trouvent à une quarantaine de kilomètres de la commune : à l'est, l'autoroute A31 qui relie Beaune au Luxembourg et passe par Pont-à-Mousson, et au nord, l'autoroute A4 qui relie Paris à Strasbourg via Reims et Metz et qui passe par Verdun.

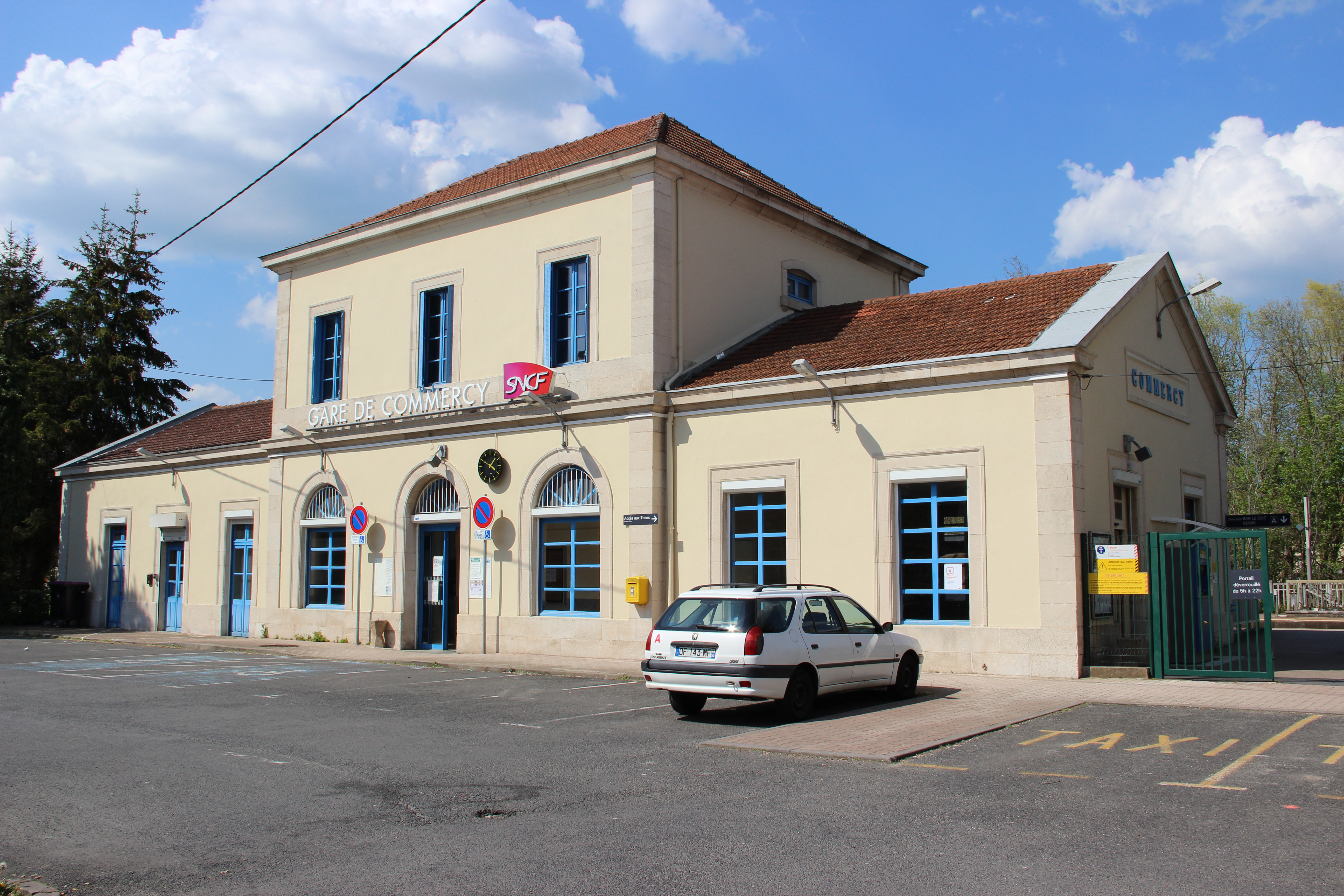
La gare de Commercy.

La gare de Commercy, située à proximité du centre-ville, fait partie de la ligne de Paris à Strasbourg. Elle est desservie par le TER Lorraine permettant de rejoindre Paris via Bar-le-Duc à l'ouest et Nancy via Toul à l'est (ligne 29). Il est également possible de rejoindre Metz en prenant le train à la gare de Lérouville située dans la commune voisine (ligne 28). La LGV Est européenne est mise en service en 2007. Une liaison TGV quotidienne est ouverte entre Paris et Commercy via Bar-le-Duc en avril 2008 mais se voit supprimée faute de voyageurs fin 2009. Elle est remplacée par une navette en autobus mise en place par le conseil départemental de la Meuse pour rejoindre en moins d'une heure la gare de Meuse TGV située à une trentaine de kilomètres, d'où l'on peut rejoindre Paris en 1 h et Strasbourg en 1 h 30.
Le réseau intermodal des transports de la Meuse (RITM), financé par le conseil départemental de la Meuse, exploite la ligne reliant Commercy à Verdun en 1 h (ligne 14). Le réseau gère également le ramassage scolaire et possède un service de transport à la demande,.
L'aérodrome le plus proche est celui de Bar-le-Duc - Les Hauts-de-Chée situé sur la commune des Hauts-de-Chée à une trentaine de kilomètres au nord-ouest de Commercy. Il est utilisé par l'Aéroclub Sud-Meusien pour la pratique d’activités de loisirs et de tourisme. L'aéroport régional le plus proche est celui de Metz-Nancy-Lorraine situé à 55 km. Pour partir vers des destinations internationales, il faut soit se rendre à Paris dans les aéroports Roissy-Charles-de-Gaulle ou Paris-Orly, soit au Luxembourg à l'aéroport de Luxembourg-Findel.

### Énergie
Les deux centrales nucléaires les plus proches de Commercy sont celles de Cattenom (Moselle) à 86 km et de Chooz (Ardennes) à 160 km. Aucune éolienne ne se trouve sur le territoire de la commune, mais de nombreux parcs éoliens sont situés au sud de la ville. Dans une zone située entre Commercy, Ligny-en-Barrois et Gondrecourt-le-Château, 91 éoliennes réparties dans 14 parcs éoliens développent une puissance totale de 182,1 MW.

## Toponymie
Attestée sous les formes, : Commercium (971) ; Commerciacum (1033) ; Commerceyum (1060) ; Comarchi (1076) ; Commereceium (XIe siècle) ; Commarceium (1103) ; Comarcis (1120) ; Commerceium (1149) ; Commarcey (1188) ; Comarcy (1223) ; Comarcey (1306) ; Comarcei (1335) ; Comarcey (1400) ; Commarceyum, Commarceyo (1402) ; Commarceii-Castrum (1580) ; Commercy (1793).

Le toponyme est forgé sur un appellatif latin médiéval, attesté au XIe siècle en Lorraine : Commarchia, au sens de « région limitrophe » (on y reconnaît les « marches » du royaume carolingien) accompagné du suffixe latin collectif -etu. La forme en -acum du XIe siècle, Commerciacum en 1033, ne serait alors qu'une réfection latinisante, habituelle à l'époque où deux suffixes romans donnent des résultats semblables.
Commercy, signifie très certainement « cum marchia » , « réunion de frontières », ou bien « lieu de rencontre de plusieurs états ».

## Histoire

### Préhistoire

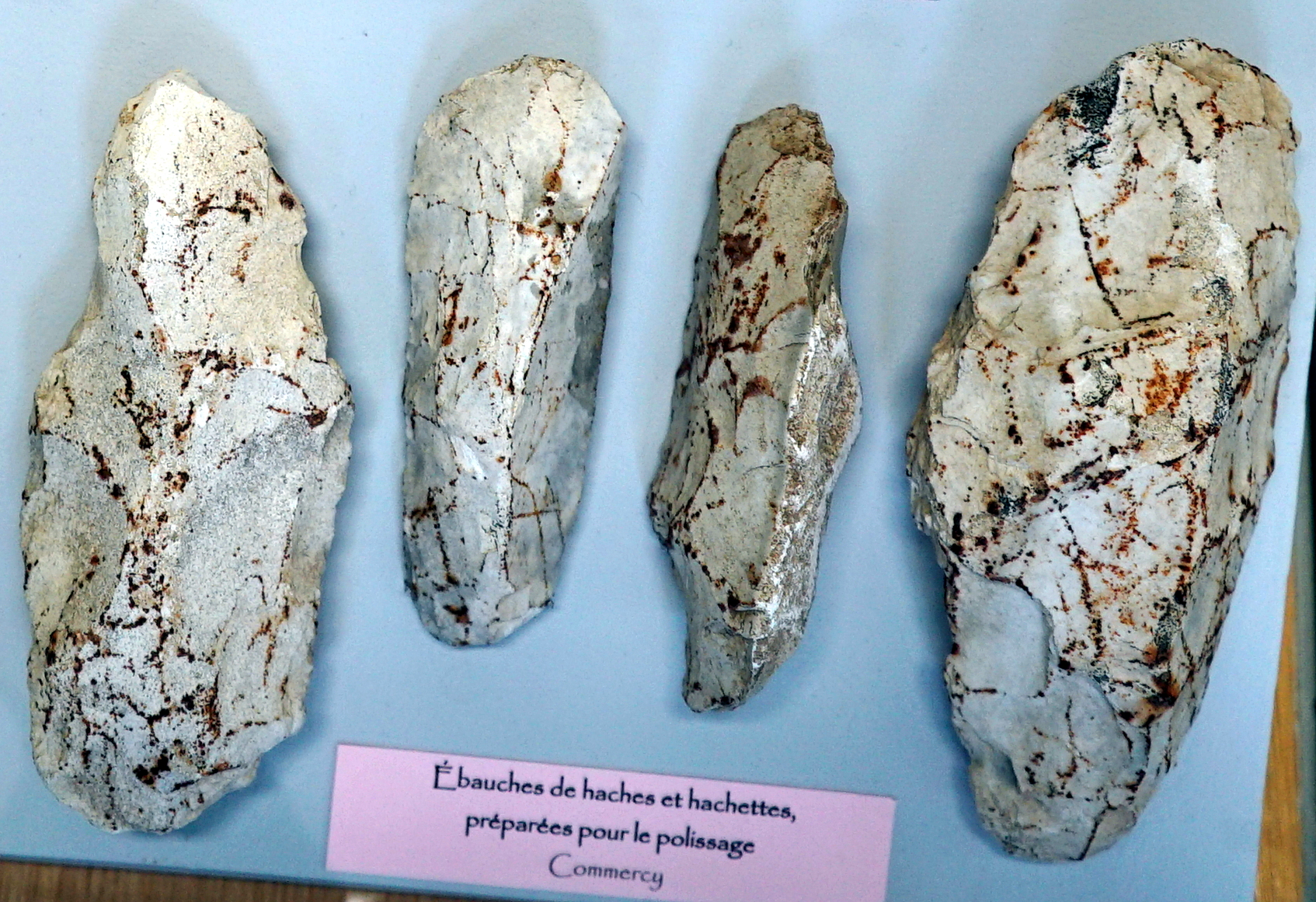
Néolithique à Commercy.

L'emplacement où est située Commercy a été occupé dès le paléolithique ancien (côte de Bussy).

### Moyen Âge
L'existence de la ville n'est pas attestée avant le IXe siècle. À une époque où la cour est itinérante, les palais sont nombreux. Centre de fisc impérial, Commercy dispose d'un palais où s'arrête l'empereur carolingien Louis le Pieux vers 830.
Au IXe siècle, un castrum est édifié. À la même époque, Brunon de Cologne dépose les reliques de saint Pantaléon dans l'église de Commercy. Le prieuré masculin Notre-Dame-du-Breuil aurait également été fondé à cette époque. Son existence est attestée en 1090.
Le seigneur de Commercy est à la fois le vassal de l’évêque de Metz, et donc de l'empereur, et des comtes de Champagne.
À la suite du mariage de l'une des filles du comte de Sarrebruck avec Simon II de Commercy, la seigneurie de Commercy est rattachée au comté de Sarrebruck en 1247. En 1324, Jean de Sarrebruck octroie à la ville sa charte d’affranchissement, long document dont est extraite la devise de Commercy : « Qui mesure, dure ». Robert de Sarrebruck, qui hérite de son père Amé de Sarrebruck en 1414, sera sans doute le seigneur le plus célèbre de Commercy au Moyen Âge. Aussi redouté que son père dans la région, il va bâtir sa réputation au côté du Dauphin Charles comme un remarquable, mais indocile capitaine. Proche de Robert de Baudricourt, il défend la cause Armagnaque en Lorraine et sera adoubé chevalier au sacre de Charles VII. Il a laissé un remarquable chartrier familial, l'un des plus importants de la fin du Moyen Âge.
À sa mort en 1341, la seigneurie de Commercy revient à son fils cadet Jean II. Il édifie un château, le Château-Haut. Les seigneurs du Château-Haut, descendants en ligne directe de Jean II jusqu'en 1525, prennent le titre de damoiseau.
Son petit-fils Jean IV, comte de Sarrebruck, fait usage de son droit d'édifier un donjon à Commercy et, en 1345, bâtit le Château-Bas à quelques centaines de mètres de celui de Jean II. Le Château-Bas reste possession des comtes de Sarrebruck jusqu'en 1444, date à laquelle il est revendu.
La division entre la seigneurie du Château-Bas et celle du Château-Haut perdure jusqu'au XVIIIe siècle.

### Temps modernes
En 1544, Charles Quint tente une incursion en France et s'empare de Verdun puis, après un long siège, de Commercy.
En 1653, ce seront les Français qui font le siège de Commercy, après celui de Saint-Mihiel.

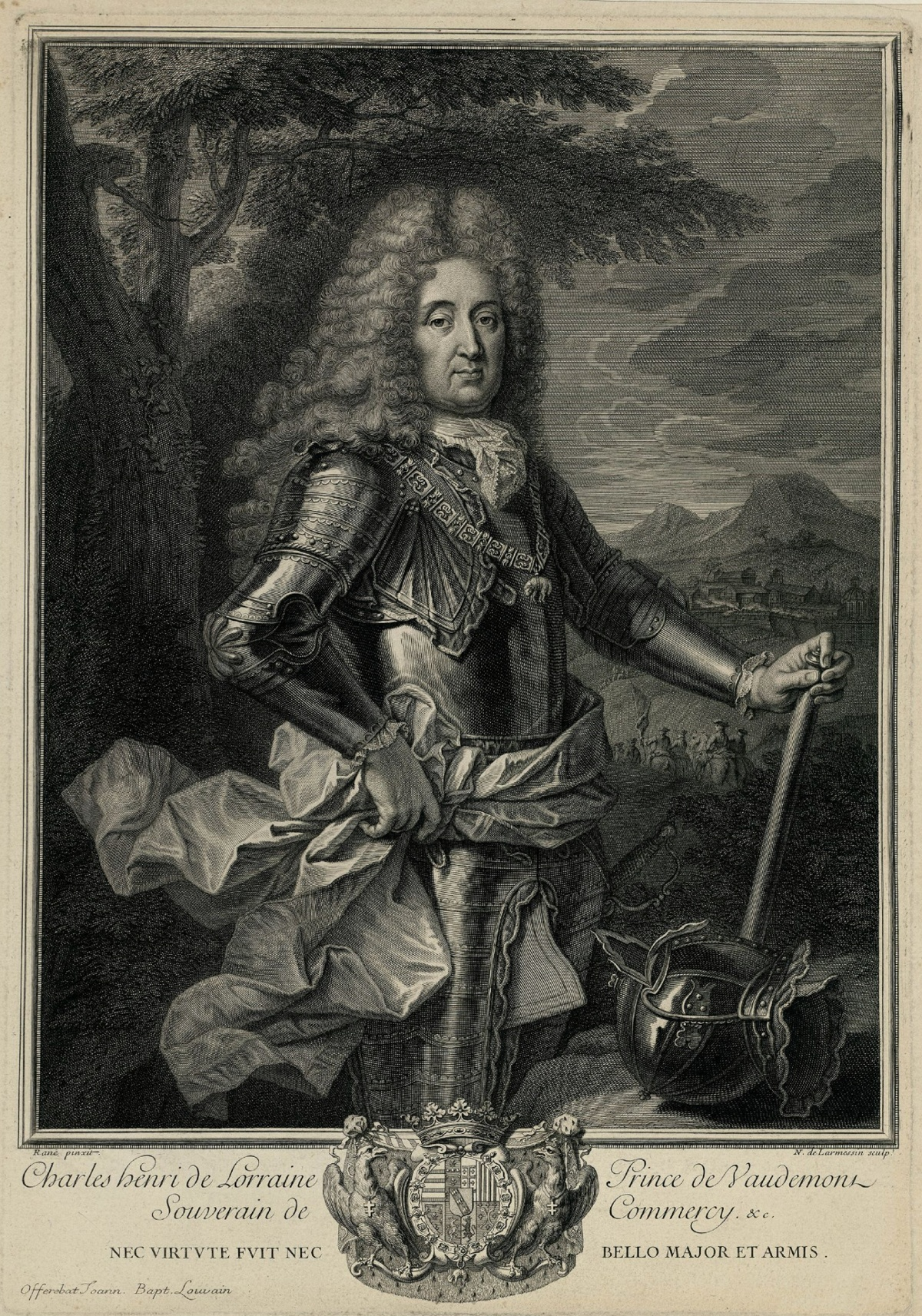
Charles Henri de Lorraine-Vaudémont.

En 1650, le cardinal de Retz reçoit en héritage la seigneurie du Château-Haut où il s'installe à partir de 1662. Endetté, il vend en 1665 ses droits de suzeraineté à Anne de Lorraine, princesse de Lillebonne et à son époux le duc de Lillebonne.
À partir de 1670, la France, qui a annexé les Trois-Évêchés, revendique la seigneurie de Commercy. L'armée française occupe la Lorraine jusqu'en 1697.
Peu après la fin de l'occupation française, la princesse de Lillebonne fait don de ses droits sur Commercy à son fils Charles-François, qui, à son tour, les transmet au duc Léopold Ier en 1702. Cette passation, contestée par la France, est confirmée en 1707 par la chambre royale de Metz. Léopold Ier accorde l'usufruit de la seigneurie de Commercy à Charles-Henri de Lorraine-Vaudémont. Ce dernier réalise d'importants travaux qui donnent à la ville son aspect actuel (avenue des Tilleuls, place du Fer-à-Cheval...). Il fait notamment détruire le Château-Haut afin d'en construire un nouveau à sa place.
En 1722, le duc de Lorraine Léopold Ier acquiert la seigneurie du Château-Bas au terme d'un échange. Les deux seigneuries de Commercy sont alors finalement réunies. Léopold en cède l'usufruit à Charles-Henri de Lorraine-Vaudémont, mais celui-ci décède quelques mois plus tard. La seigneurie retourne donc au duc de Lorraine.
De 1723 à 1790, la ville accueille le bailliage de Commercy, une ancienne entité administrative du duché puis de la province de Lorraine, qui existe alors conjointement avec la principauté du même nom.
Après la renonciation du duc François III à la Lorraine (en échange du Grand-duché de Toscane), sa mère, la duchesse douairière Élisabeth-Charlotte d'Orléans, reçoit la principauté de Commercy à titre viager afin de pouvoir rester en Lorraine sans être soumise à l'autorité du nouveau duc, Stanislas Leszczynski, beau-père de Louis XV. À sa mort le 23 décembre 1744, la principauté de Commercy est réintégrée dans les possessions de Stanislas qui l’embellit et y crée d'extraordinaires jardins.

### Époque contemporaine

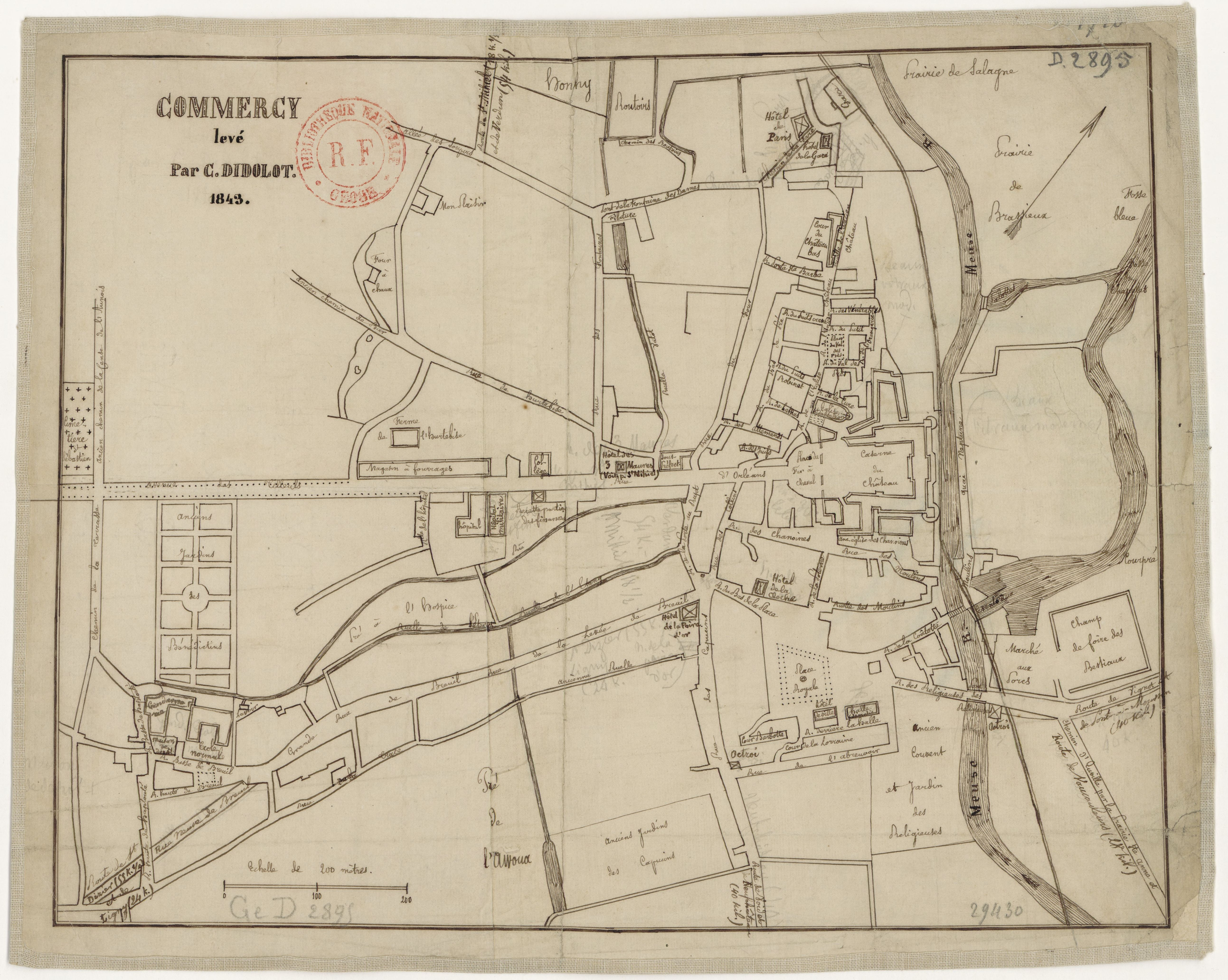
Plan de 1848 relevé par Didelot.

En 1851, la ligne de chemin de fer Paris-Strasbourg est ouverte, favorisant le développement de la ville de Commercy.
La commune est desservgie de 1914 à 1938 par la ligne de chemin de fer secondaire à voie métrique du Réseau de la Woëvre la reliant à Vaux-devant-Damloup où elle donnait correspondance à la ligne Verdun - Montmédy, 

Commercy au tout début du XXe siècle
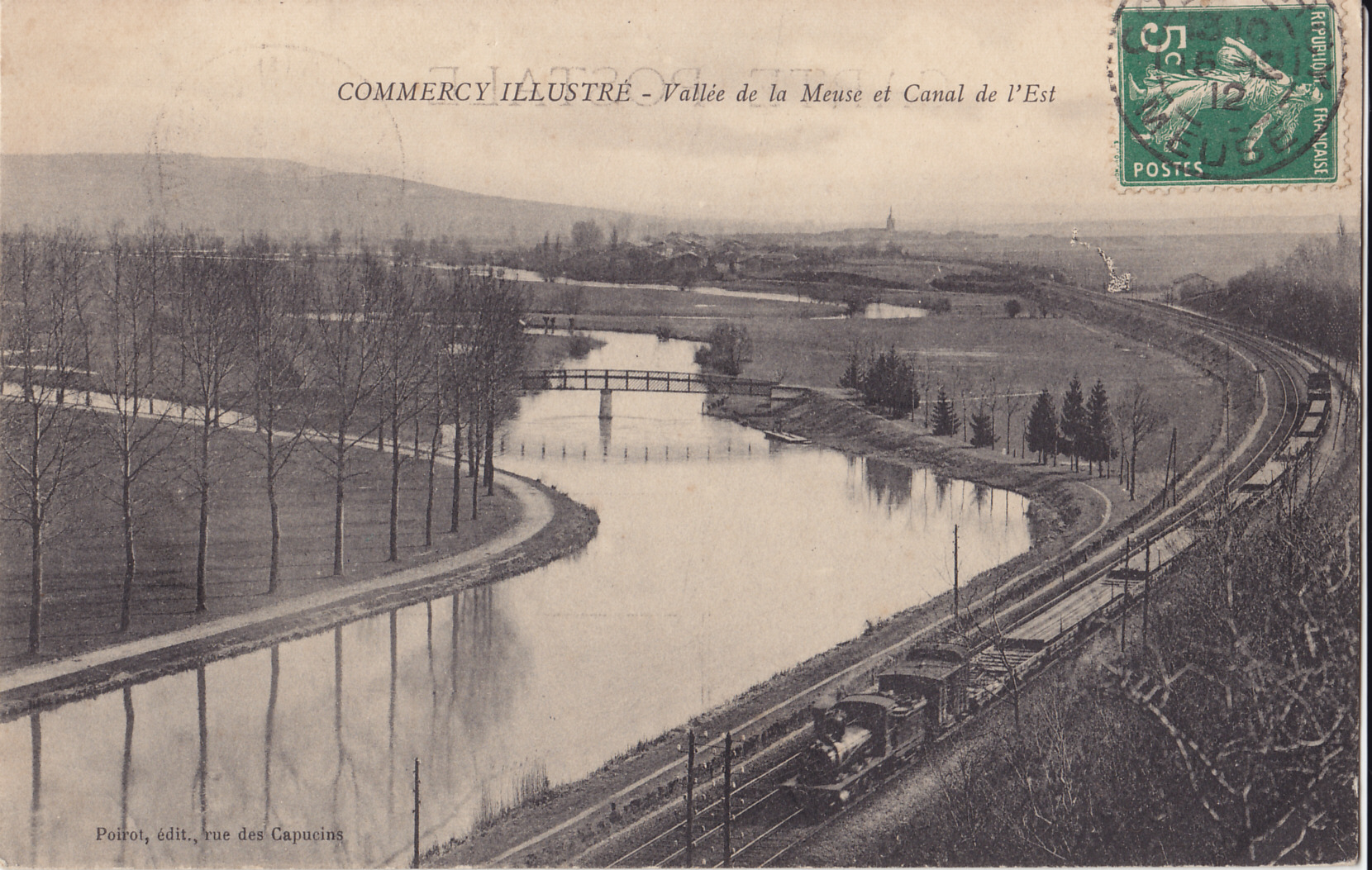
La Meuse à Commercy vers 1912, longée d'un côté par la ligne de Paris-Est à Strasbourg-Ville et de l'autre par le canal de l'Est.
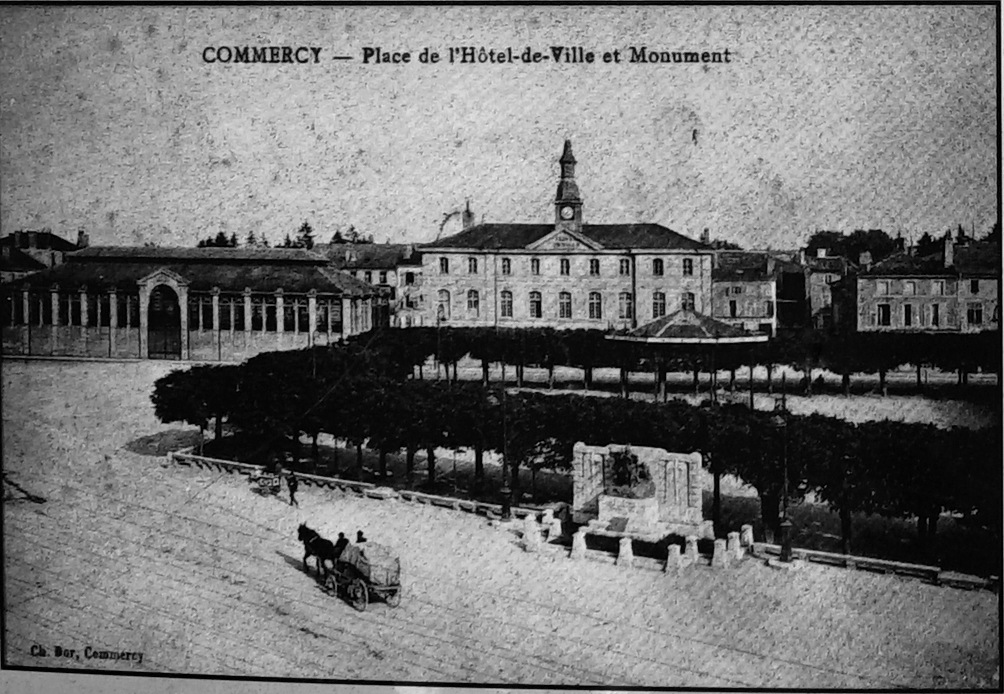
Place de l'Hôtel de Ville et Monument
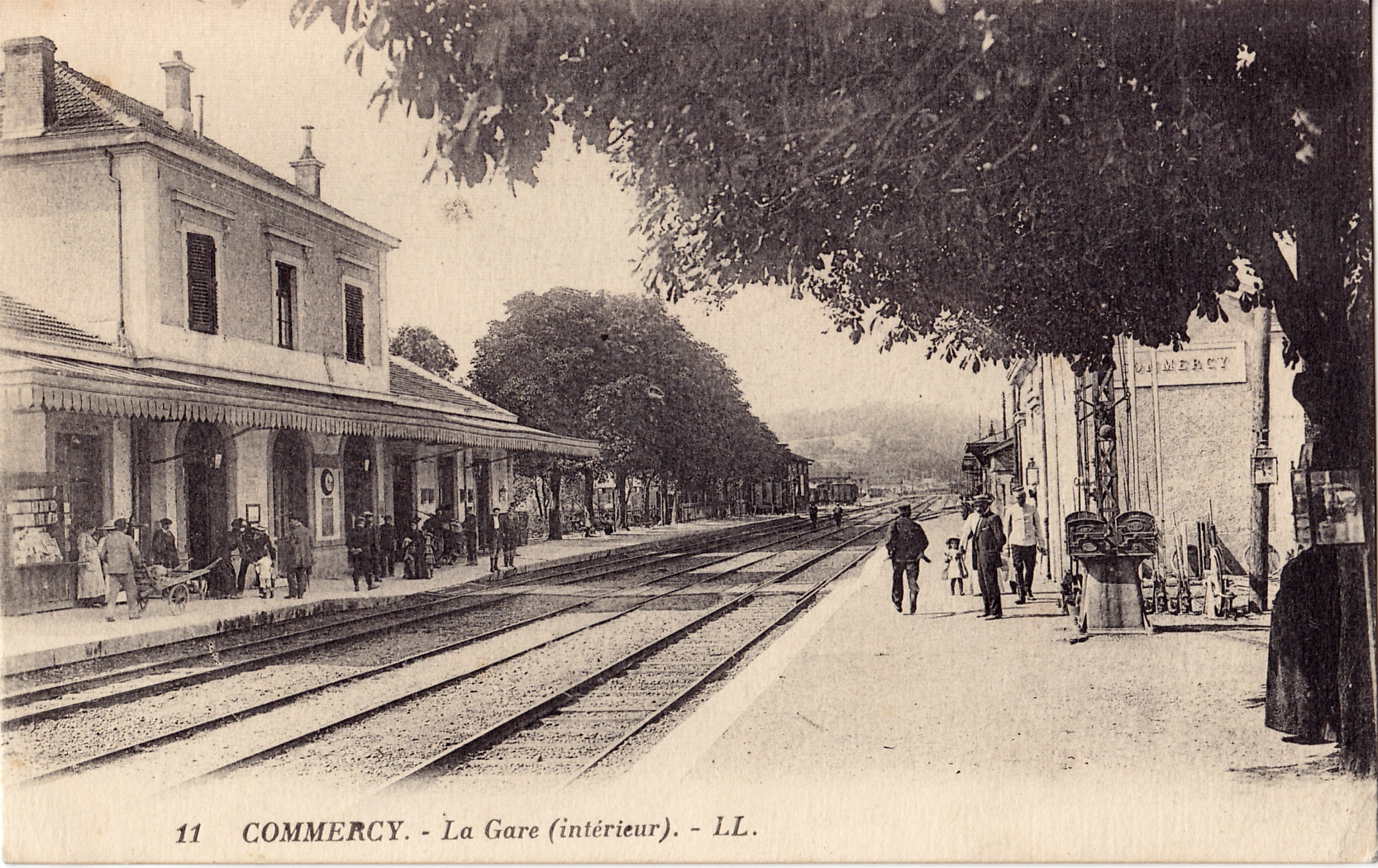
La gare de Commercy.
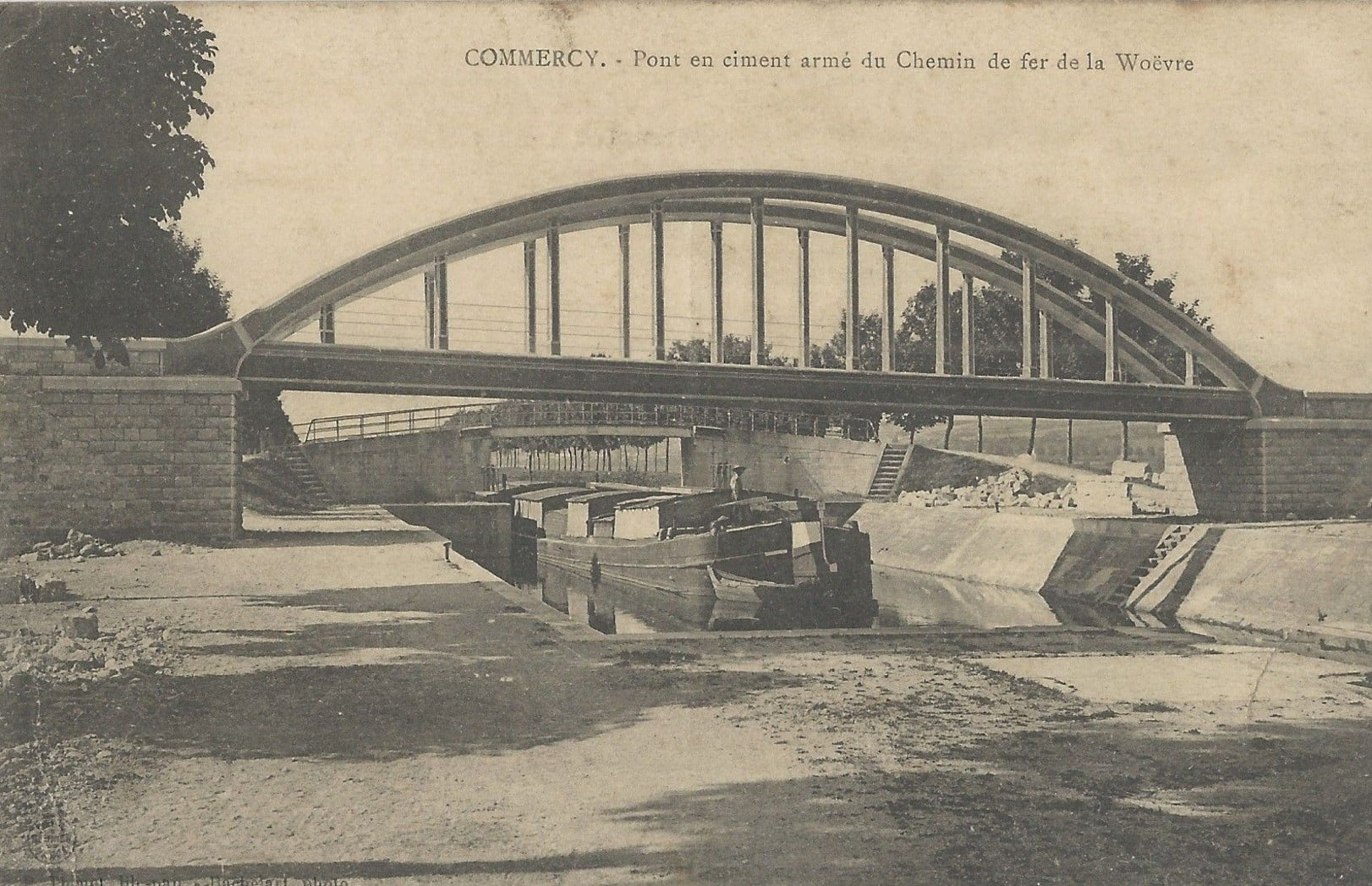
Pont du chemin de fer secondaire du Réseau de la Woëvre
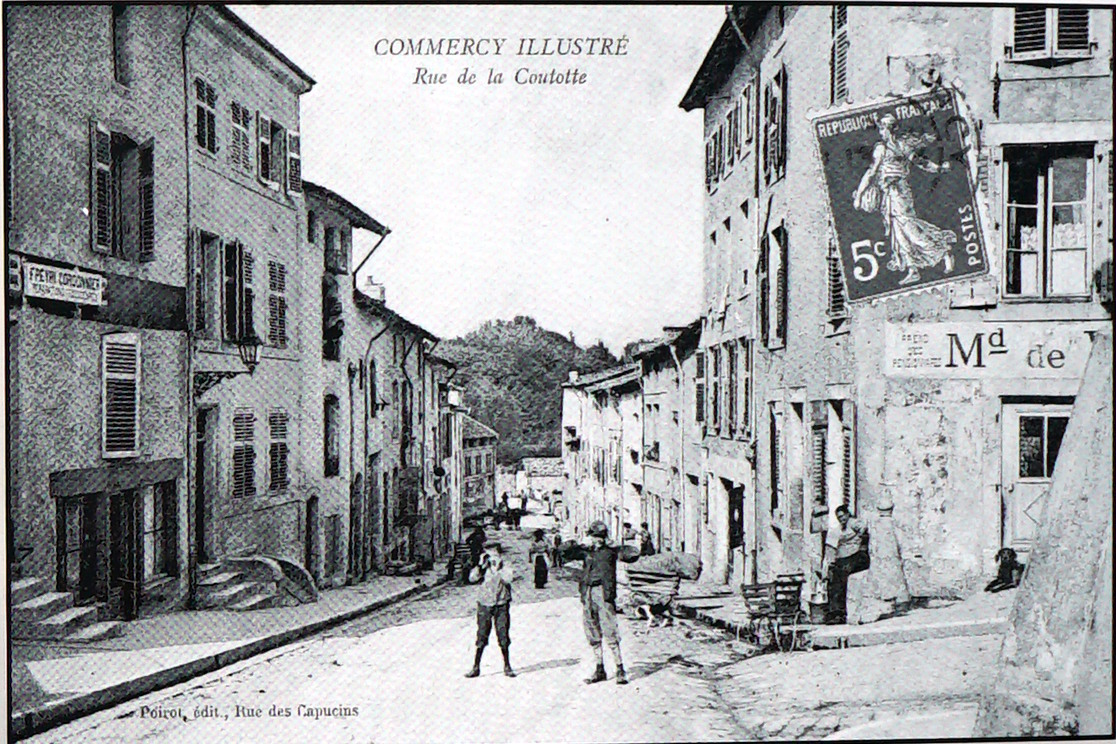
Rue de la Coulotte
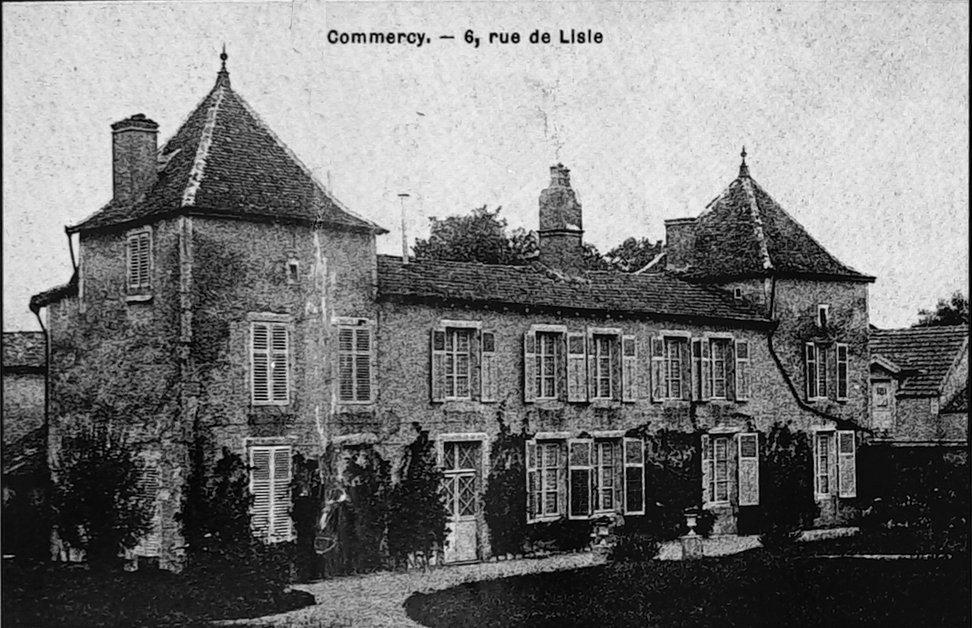
Le Château Gaucourt de Commercy.
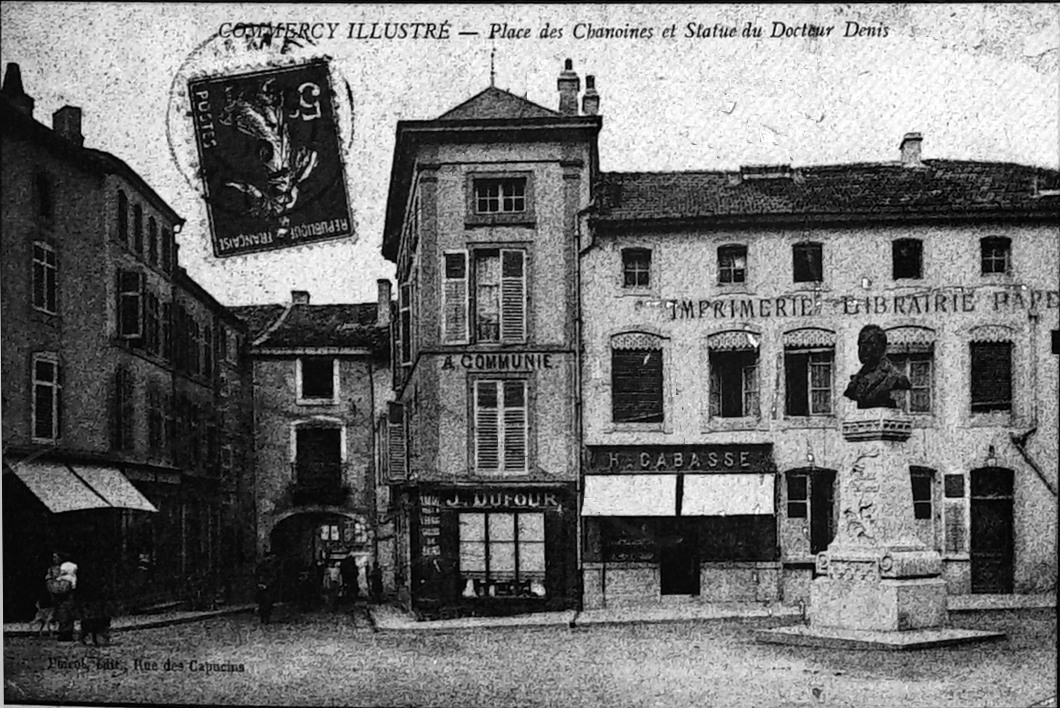
Place des Chanoines et statue du Docteur Denis

En 1912, le général de Villaret commandant de la 79e brigade d'infanterie, stationnée à Commercy, fonde une filiale de la Société des sciences, lettres et arts de Bar-le-Duc[réf. nécessaire].

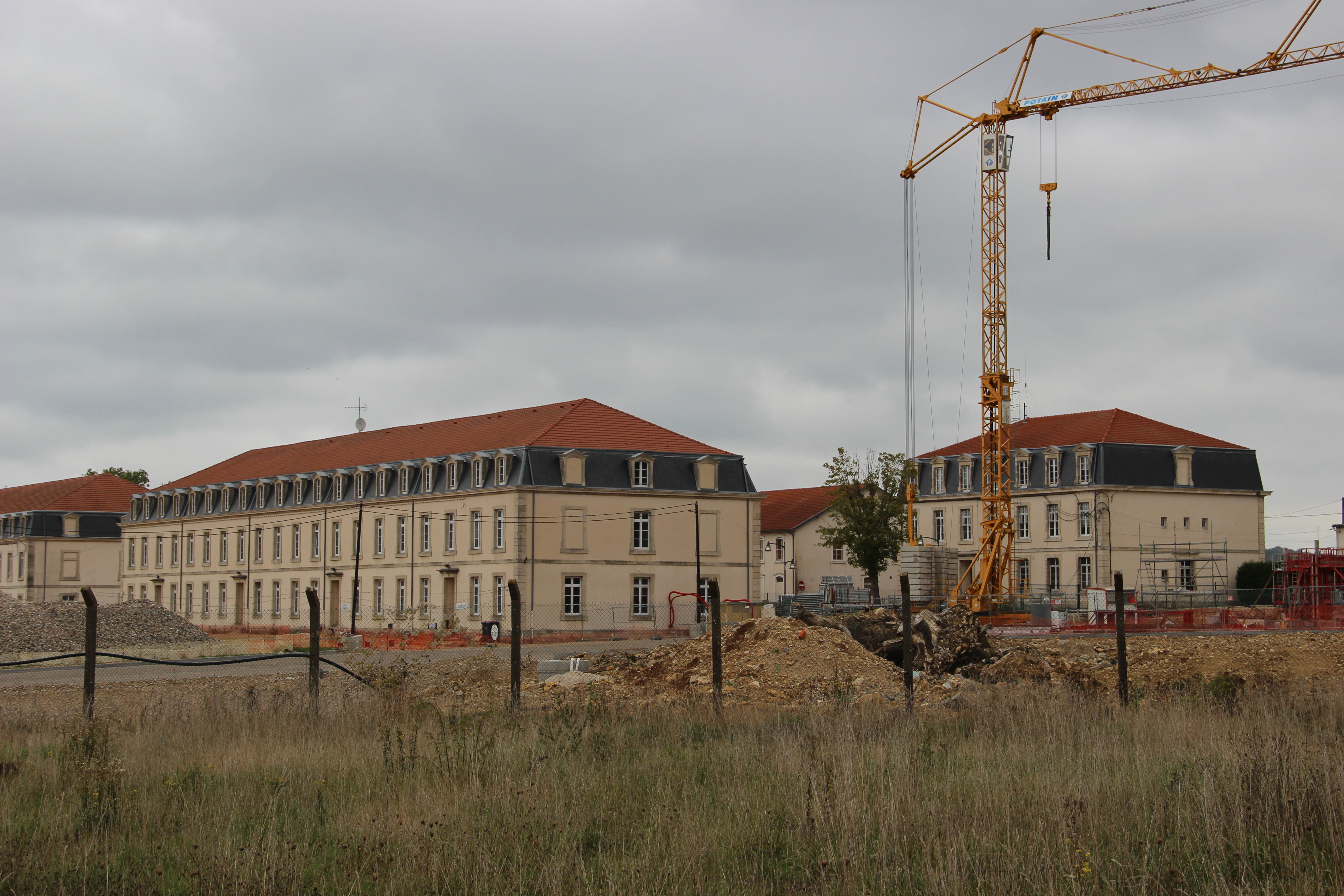
Caserne du quartier Oudinot en restructuration en 2015.

Commercy a pendant de nombreuses années été une ville de garnison, jusqu'à la dissolution en 2013 du 8e régiment d'artillerie qui y était basé depuis sa création en 1964,.
Au cours des XIXe et XXe siècles, il y a également eu un bataillon du 150e régiment d'infanterie, le 6e régiment de hussards (1889-1901, 1907-1912), le 10e régiment de hussards (1890-1897), le 4e régiment de dragons (1913-1914), le 155e régiment d'infanterie (1914), le 5e régiment de dragons (1919), le 402e régiment d'artillerie (1947-1954), et le 6e régiment de dragons (1956),,.
La ville a également accueilli le centre de sélection no  6 pour le service militaire,. Puis, une partie des jeunes Meusiens y faisaient leur Journée d'appel de préparation à la défense (JAPD).

### Présence juive
L'existence de la rue des Juifs et de l'impasse des juifs atteste d'une population juive installée de longue date dans la ville (celle-ci est mentionnée dans un document de 1324). Cette petite rue sinueuse est l'une des plus anciennes de la ville, située à l'ombre du clocher de l'église et sous la protection des seigneurs du château, dont le plus célèbre est le roi Stanislas, particulièrement favorable aux Juifs. Il s'agissait d'une petite communauté assez pauvre se consacrant au négoce (marchands de bestiaux et de chevaux). La rue des Juifs se poursuivait jusqu'au passage Carnot, dont elle a été séparée, et en partie détruite, lors du percement de la « rue Neuve » (l'actuelle avenue Stanislas) en 1715.

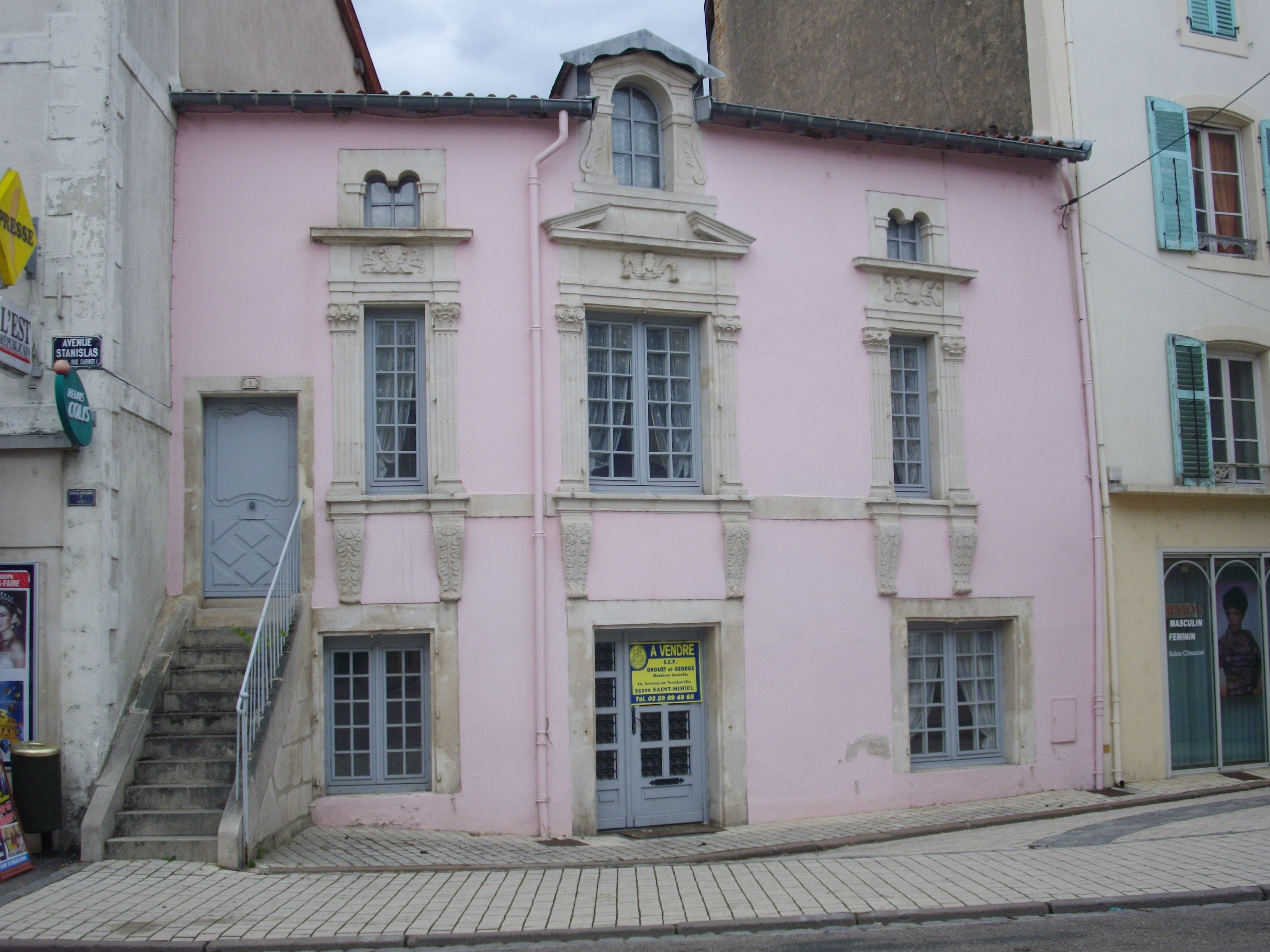
Maison Renaissance dite « Maison des juifs » (ancienne synagogue).

La maison Renaissance au no 1 de l'actuelle « Rue des Juifs », traditionnellement appelée « maison des juifs » est une ancienne synagogue transformée en maison d'habitation après la Première Guerre mondiale. On remarque deux fenêtres représentant les tables de la Loi, ainsi que l'escalier extérieur menant à la galerie des dames. Henry Schumann a également retrouvé des traces d'un mikvé (bain rituel) dans le sous-sol.
Dans le livre de René Barbaud Ces Meusiens d'avant nous, dans le chapitre intitulé « La rue des juifs de Commercy », on parle d'un juif prénommé Roboam habitant cette rue, qui se rend régulièrement à « la maison de prières » de son rabbin. Il ne s'agissait sans doute pas d'une synagogue comme on peut en voir dans les grandes villes, mais plutôt d'une simple maison d'habitation aménagée en synagogue.
Il n'y a pas de cimetière juif à Commercy ; les Juifs étaient enterrés dans une autre ville de la région.
Durant la Seconde Guerre mondiale sous l'occupation allemande, les Juifs de Commercy, dès juillet 1940, doivent porter avant l'heure un carré de tissu jaune cousu dans le dos (l'étoile jaune ne fait son apparition en Zone  occupée le 7 juin 1942),.
Ils sont décimés par les nazis.

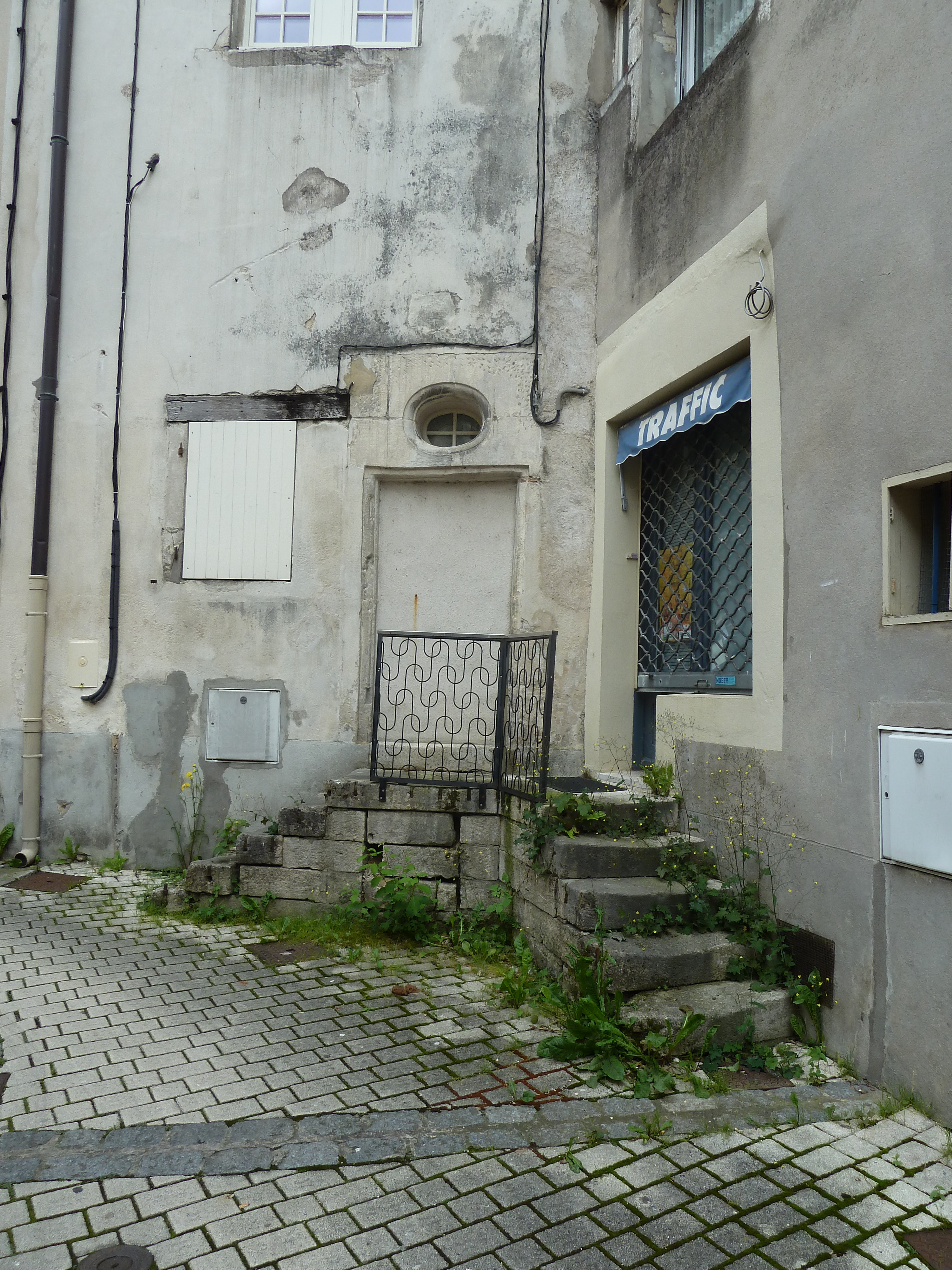
Immeuble rue des Juifs
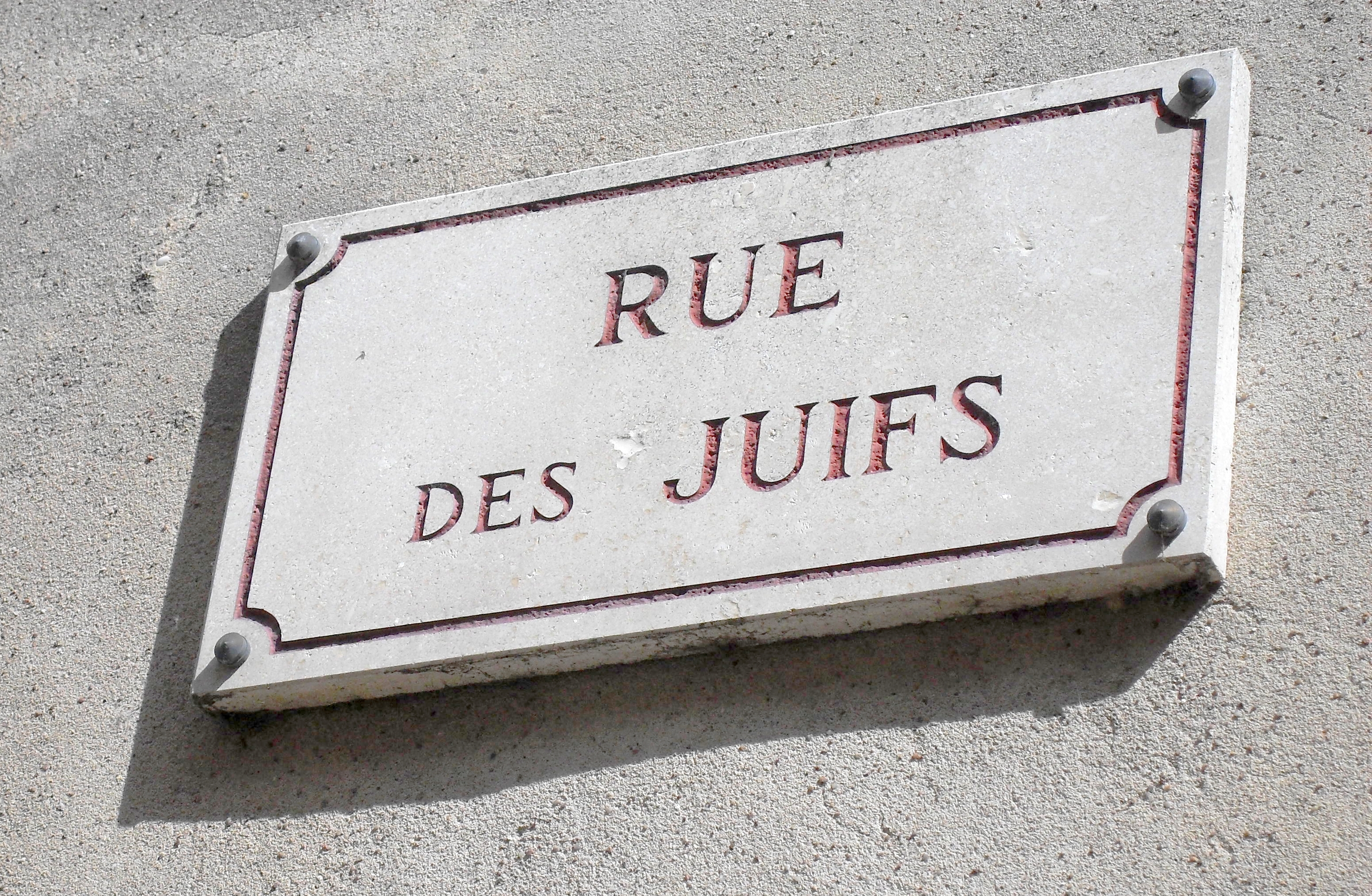
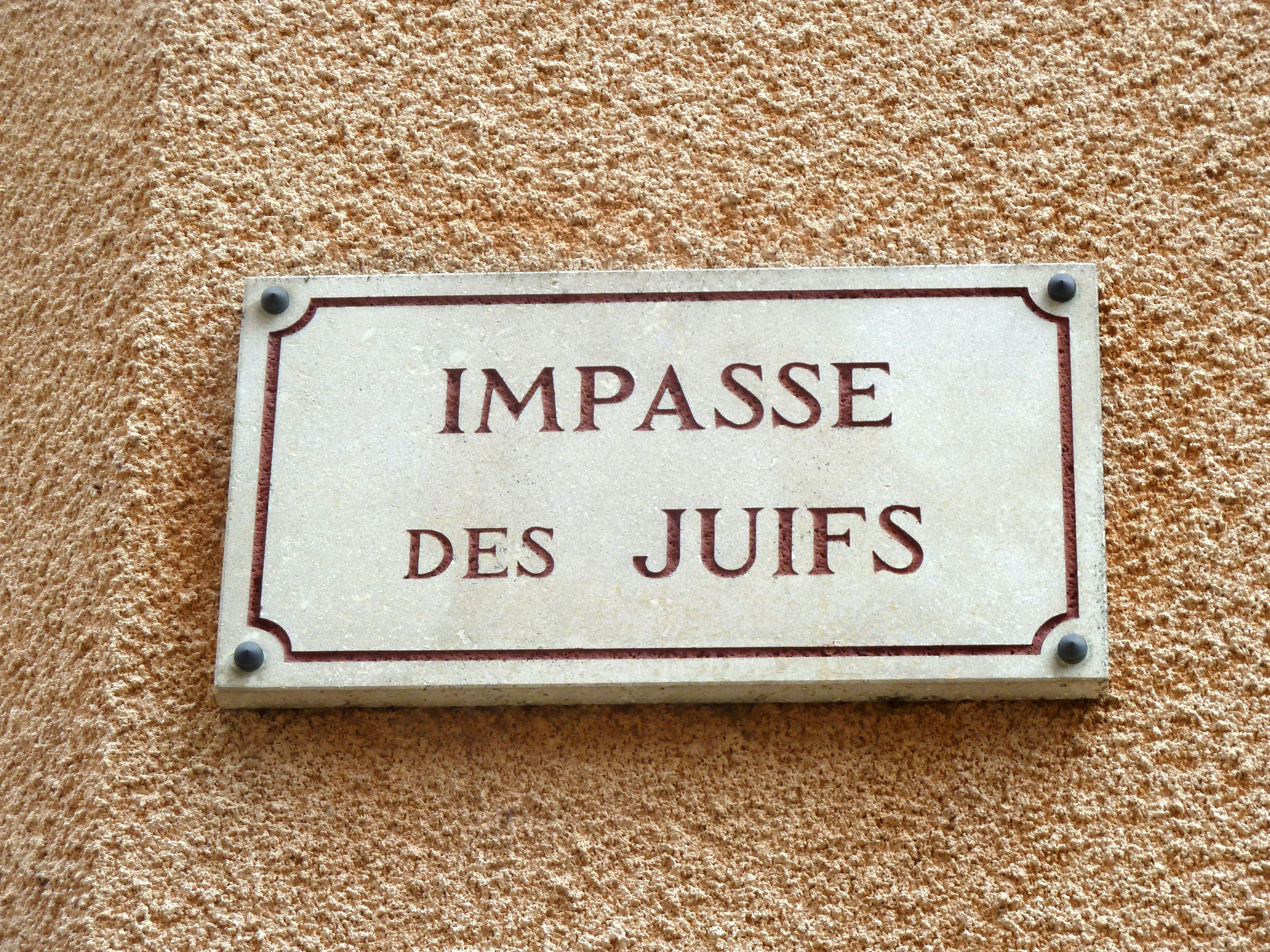
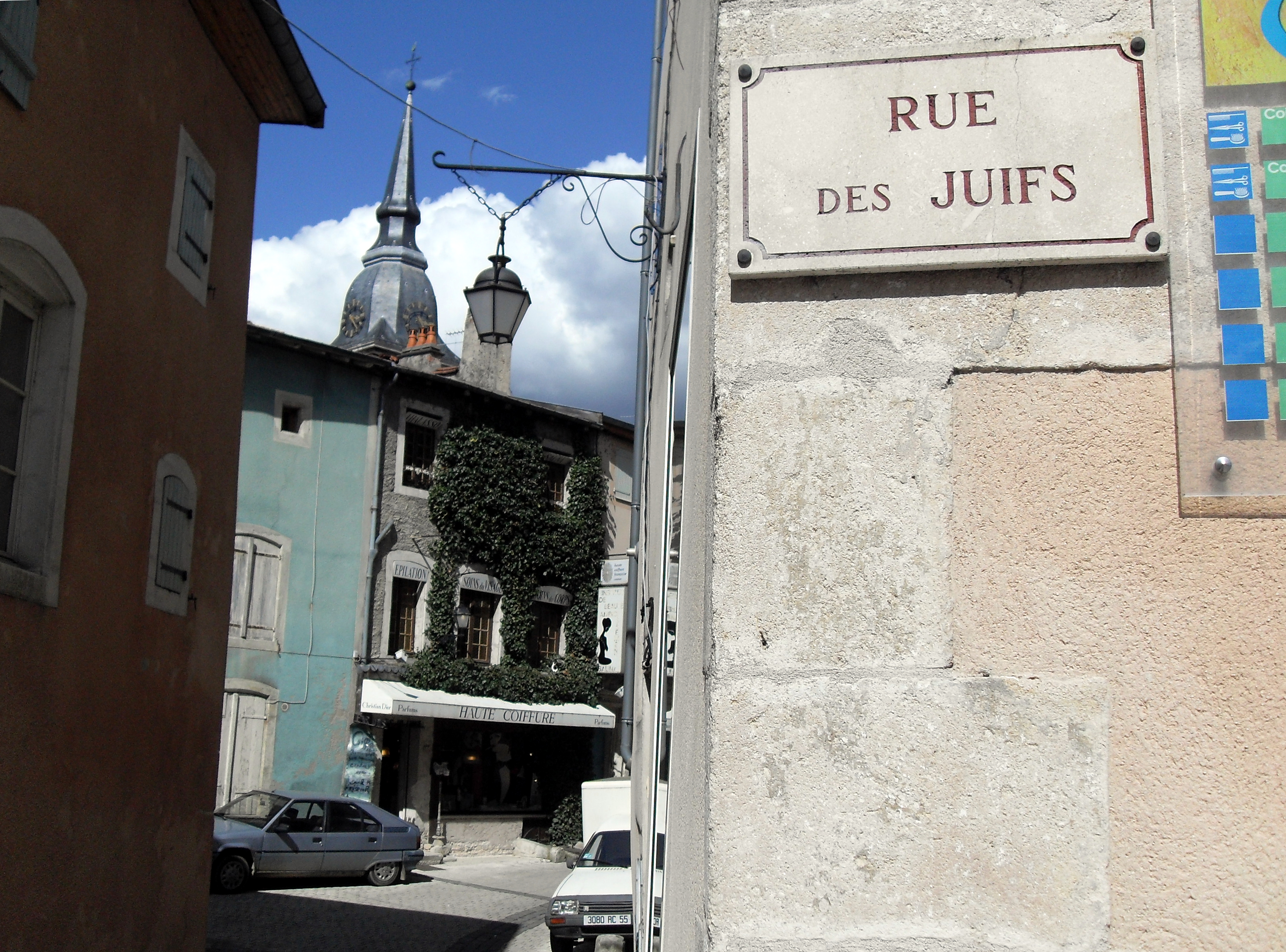
Rue des Juifs « à l'ombre du clocher de l'église »

### Mouvements des gilets jaunes

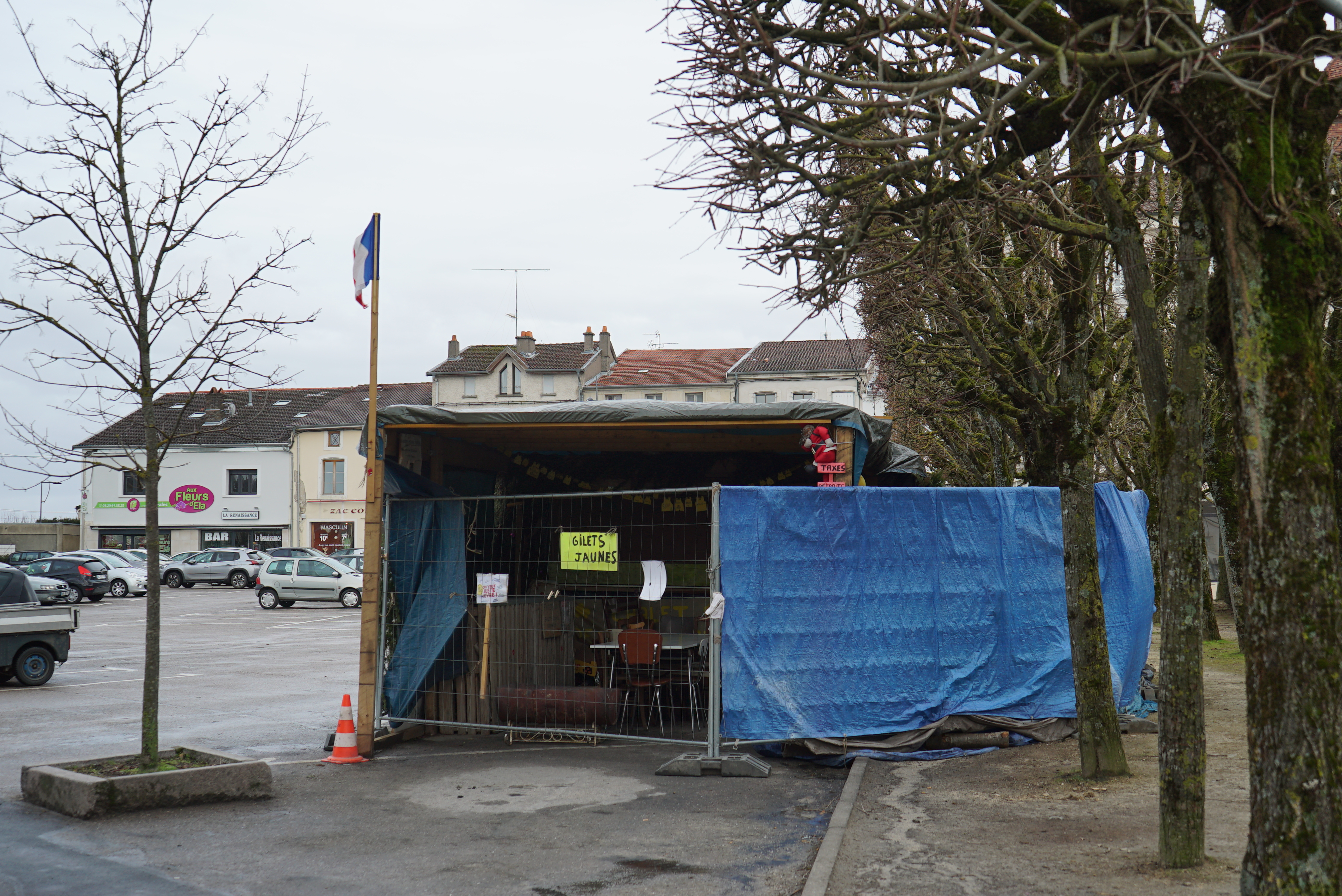
Chalet de la solidarité.

Le 17 novembre 2018 dans le cadre du mouvement des gilets jaunes, plusieurs centaines de manifestants bloquent tous les accès de la ville. L'une de leur première décision collective est de construire une cabane sur la place Charles de Gaulle. Baptisé « Chalet de la solidarité », cette construction est un point de ralliement pour le mouvement.

## Politique et administration

### Rattachements administratifs et électoraux

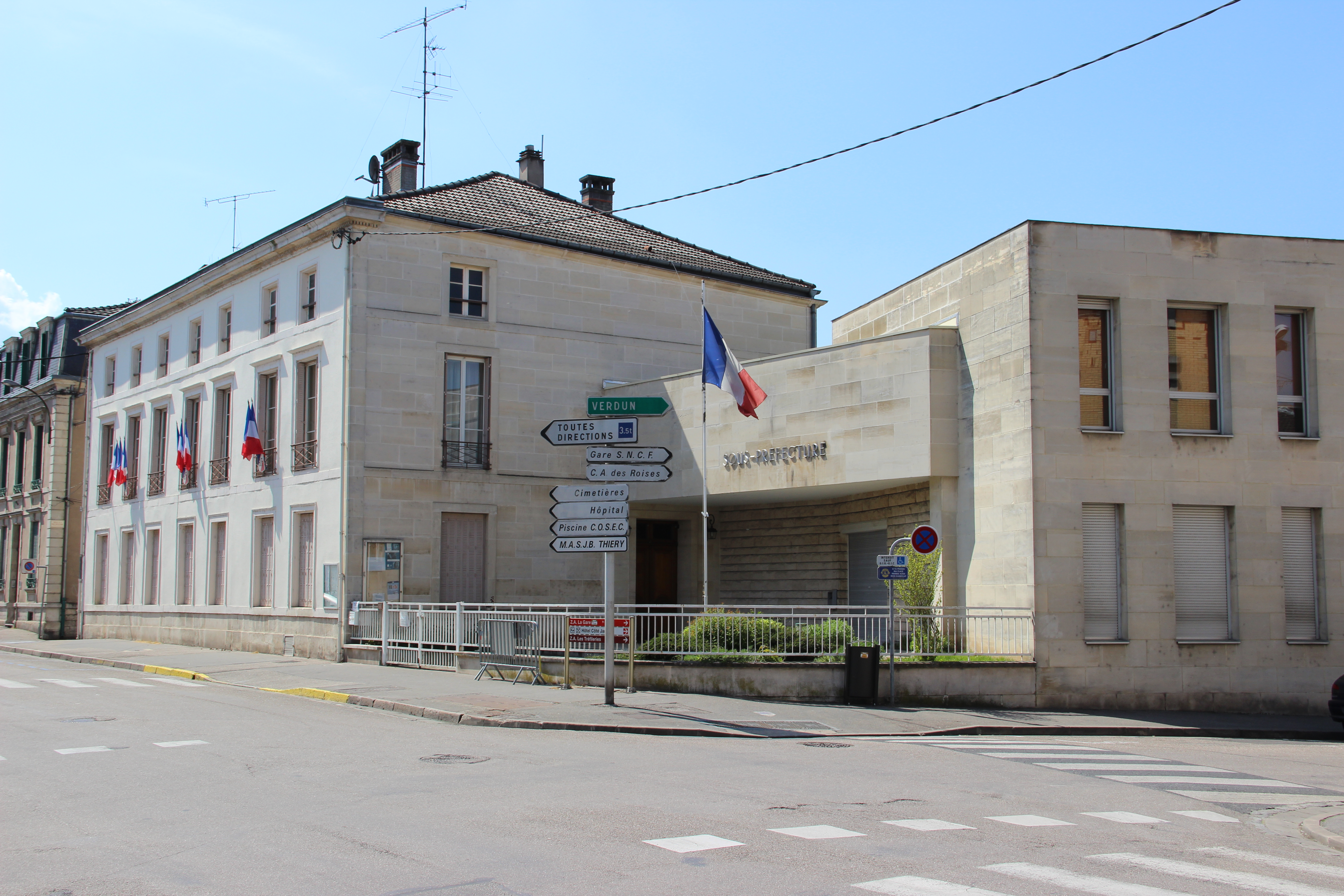
Sous-préfecture de la Meuse à Commercy.

#### Rattachements administratifs
Depuis le 1er janvier 2016, la commune fait partie de la région Grand Est, créée par la fusion des régions Alsace, Lorraine et Champagne-Ardenne. Auparavant, de 1982 à 2015, elle faisait partie de la région Lorraine. Elle fait également partie de la zone de défense et de sécurité Est.
La commune est le chef-lieu de l'arrondissement de Commercy du département de la Meuse.
Elle était depuis 1793 du canton de Commercy. Dans le cadre du redécoupage cantonal de 2014 en France, cette circonscription administrative territoriale a disparu, et le canton n'est plus qu'une circonscription électorale.

#### Rattachements électoraux
Pour les élections départementales, la commune fait partie depuis 2014 du canton de Commercy réduit de 19 à 14 communes.
Pour l'élection des députés, elle fait partie de la première circonscription de la Meuse.

### Intercommunalité
Commercy était le siège de la communauté de communes du Pays de Commercy, un établissement public de coopération intercommunale (EPCI) à fiscalité propre créé en 1998 et auquel la commune avait transféré un certain nombre de ses compétences, dans les conditions déterminées par le code général des collectivités territoriales.
Dans le cadre des dispositions de la loi portant nouvelle organisation territoriale de la République du 7 août 2015, qui prévoit que les établissements publics de coopération intercommunale (EPCI) à fiscalité propre doivent avoir un minimum de 15 000 habitants, cette intercommunalité a fusionné avec ses voisines  pour former, le 1er janvier 2017, la communauté de communes de Commercy - Void - Vaucouleurs, dont Commercy est demeuré le siège,.
La ville est aussi le siège du Pays du Haut Val de Meuse, dont est membre l'intercommunalité de Commercy depuis 2004, avec deux autres EPCI (Void et Val des Couleurs). Ce pays est un syndicat mixte qui devrait devenir Pôle d'équilibre territorial et rural (PETR) à la suite de la loi MAPTAM de janvier 2014.

### Tendances politiques et résultats
Commercy se trouve plutôt ancrée à gauche, mais la droite et l'extrême droite ont remporté toutes les dernières élections locales.

#### Élections municipales et communautaires
De 1977 à 2008, François Dosé (PS) est vainqueur de toutes les élections municipales. En 2008, Bernard Muller (PS) lui succède en remportant la mairie avec 74,08 % des voix face à Daniel Eymann (UMP),.
Lors du premier tour des élections municipales de 2014 dans la Meuse, la liste DVD menée par Jérôme Lefevre obtient la majorité absolue des suffrages exprimés, avec 1 147 voix (53,10 %, 22 conseillers municipaux élus dont 15 communautaires), devançant de plus de cent voix celle PS menée par le maire sortant Bernard Muller, qui a recueilli 1 013 voix (46,89 %, 7 conseillers municipaux élus dont 5 communautaires.
Lors de ce scrutin, 36,43 % des électeurs se sont abstenus. 
Lors du second tour des élections municipales de 2020 dans la Meuse, la liste DVD menée par le maire sortant Jérôme Lefevre obtient à nouveau la majorité des suffrages exprimés, avec 838 voix (55,02 %, 23 conseillers municipaux élus dont 11 communautes), devançant largement celle DVG menée par son prédécesseur Bernard Muller, qui a recueilli 685 voix (44,97 %, 6 conseillers municipaux élus dont 3 communautaires).
Lors de ce scrutin marqué par la pandémie de Covid-19 en France, 53,85 % des électeurs se sont abstenus,.

#### Autres élections
À l'élection présidentielle de 1995, Lionel Jospin (PS) obtient 52,28 % des suffrages commerciens, mais c'est Jacques Chirac (RPR) qui est élu par les Français à 52,64 %. Au premier tour, Chirac n'était arrivé que quatrième derrière Lionel Jospin (PS), Édouard Balladur (UDF) et Jean-Marie Le Pen (FN). En 2002, le président sortant Jacques Chirac (UMP) est réélu avec 80,28 % des voix face à Jean-Marie Le Pen (FN). Il faut noter qu'au premier tour c'est Lionel Jospin (PS) qui est arrivé en tête dans la ville (22,46 %). En 2007, Ségolène Royal (PS) obtient 52,71 % des suffrages commerciens, mais c'est Nicolas Sarkozy (UMP) qui est élu par les Français à 53,06 %. En 2012, François Hollande (PS) remporte le scrutin commercien à 59,25 % face au président sortant, un score bien plus élevé que celui national (51,64 %). Cela ne fit que confirmer la tendance du premier tour qui avait vu le candidat socialiste (32,95 %) devancer largement la candidate du FN Marine Le Pen (21,36 %) et le président sortant de droite (20,73 %).
L'élection présidentielle de 2017 marque un tournant dans l'histoire politique de Commercy : pour la première fois depuis plus de vingt ans, la candidate arrivée en tête du premier tour n'est pas de gauche. Marine Le Pen (FN) obtient 26,27 % des suffrages, devant le candidat de la La France insoumise Jean-Luc Mélenchon qui recueille quant à lui 21,39 % des voix. Si le candidat libéral Emmanuel Macron (EM) et le candidat libéral-conservateur François Fillon (LR) obtiennent un score plus faible qu'à l'échelle nationale (totalisant respectivement 19,83 % et 15,76 % des voix commerciennes), ce n'est pas le cas du candidat socialiste Benoît Hamon qui, malgré son score très faible (7,73 %), obtient un meilleur résultat que pour l'ensemble de la population française (6,36 %), ce qui témoigne les restes de l'héritage socialiste de la commune de Commercy.

### Administration municipale
L'hôtel de ville est installé depuis le XXe siècle dans le château de Commercy.
La population de la commune étant comprise entre 5 000 et 10 000 habitants, son  conseil municipal est composé de 29 membres, y compris le maire et ses adjoints,

### Liste des maires

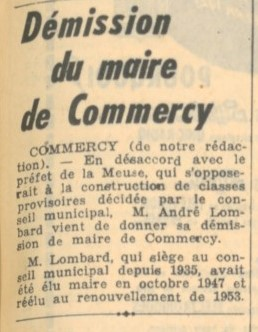

### Jumelages
Au 1er mars 2017, Commercy est jumelée avec :
- Hockenheim (Allemagne) depuis le 18 avril 1970[85] ;
- Communauté rurale de Ronkh (Sénégal) depuis 1989, regroupant les villages de Mbagam, Khor et Ndiathène[86].

## Équipements et services publics

### Eau et déchets
La ville dispose d'un assainissement collectif et d'une station d'épuration gérée par la commune de Commercy et située sur son territoire. Cette station a une capacité nominale de 12 500 équivalent-habitant (EH) et un débit de référence de 3 400 m3 par jour. En 2015, la station a eu une charge maximale en entrée de 7 163 EH, d'un débit entrant moyen de 1 387 m3 par jour et d'une production de boues de 95 T/an entièrement traitées par épandage.
Les déchets ménagers sont ramassés hebdomadairement. En 2013, 2 096 tonnes d'ordures ont été collectées sur le territoire de la communauté de communes du Pays de Commercy. L'intercommunalité a mis en place le tri sélectif. En 2013, 1 152 tonnes de déchets ont été collectés dans l'intercommunalité et traités dans un centre de tri. Une déchèterie se trouve dans la commune voisine de Vignot et est ouverte aux habitants de l'intercommunalité. En 2013, elle a récolté 2 649 tonnes de déchets.

### Enseignement

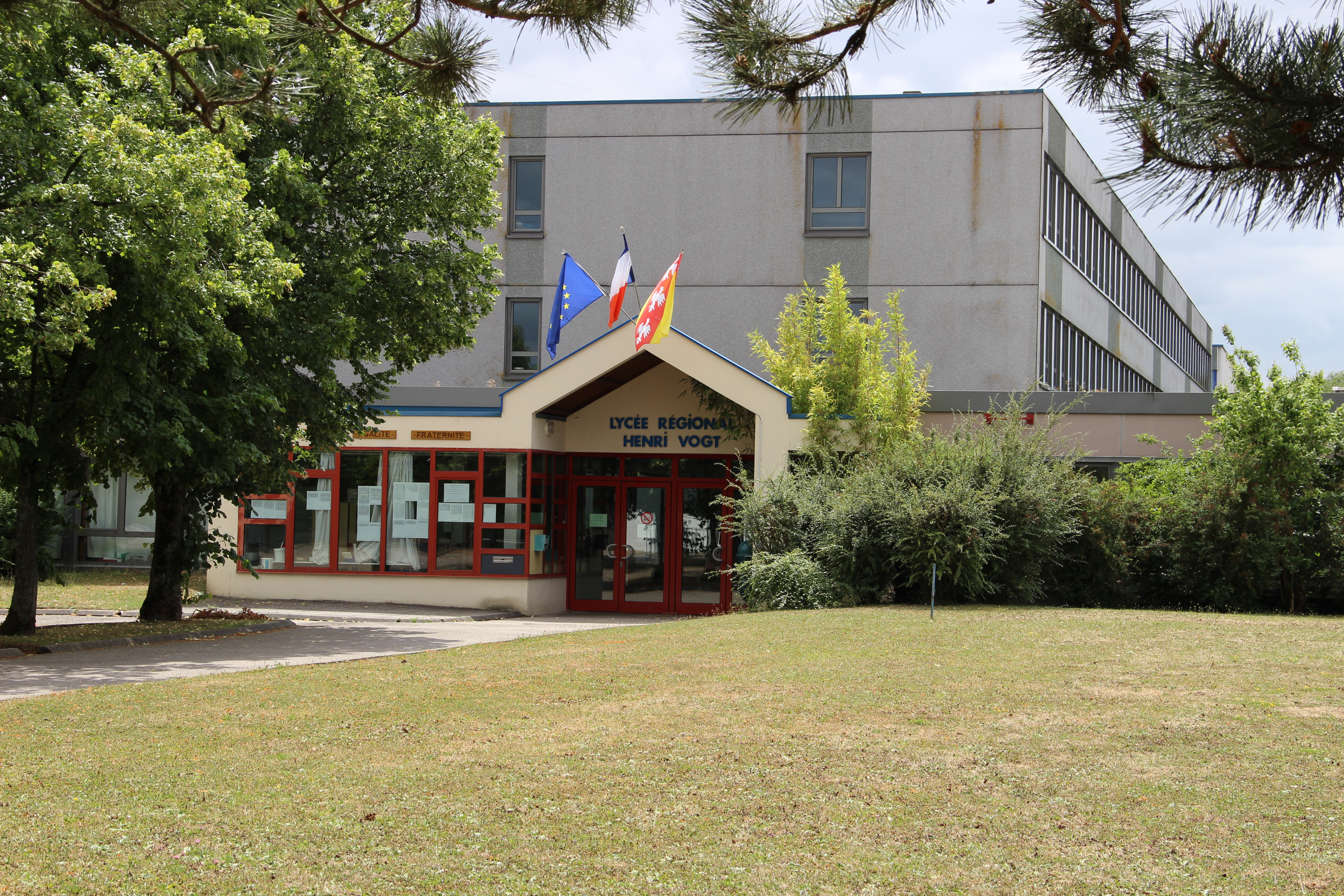
Lycée Henri Vogt.

Commercy se trouve dans l'académie de Nancy-Metz, sous la direction des services départementaux de l'Éducation nationale (DSDEN) de la Meuse, et est le centre de la circonscription de Commercy, l'une des quatre circonscriptions du département,.
La commune gère quatre écoles pouvant accueillir au total plus de 470 élèves. Il y a deux écoles maternelles (Château et Jean Rostand) et deux écoles élémentaires (Capucins et Moulins). Le département gère le collège Les Tilleuls, et la région gère le lycée général, technologique et professionnel Henri Vogt. De plus, il existe un établissement privé, le groupe scolaire Sainte-Jeanne-d'Arc, qui rassemble une école primaire, un collège, un lycée général et technologique et un lycée professionnel,.
Commercy ne possède quasiment aucun établissement d'enseignement supérieur. Seul le centre hospitalier Saint-Charles dispense une formation d'aide-soignant.

### Santé
Commercy est dotée d'un centre hospitalier, l'hôpital Saint-Charles, qui compte un service de médecine polyvalente, un service de soins de suite et de réadaptation, une unité de soins de longue durée, un centre périnatal de proximité et des services médico-techniques. L'hôpital ne possède plus de services de maternité et de chirurgie depuis 1992 et de SMUR depuis 1999. Cependant depuis la fermeture du SMUR, un "service de soin immédiats" ouvert 24h sur 24 est proposé pour assurer la continuité des soins du territoire. Cette offre de soins est complétée par le centre hospitalier Saint-Charles de Toul et le centre hospitalier régional et universitaire de Nancy qui se situent respectivement à 30 et 40 minutes de Commercy dans le département voisin de Meurthe-et-Moselle.
La ville compte également une maison d'accueil spécialisée (MAS), un centre médico-psychologique (CMP), un institut thérapeutique, éducatif et pédagogique (ITEP) et un institut médico-éducatif (IME). Il y a aussi trois établissements d'accueil pour les personnes âgées : un foyer-résidence, une maison de retraite et un EHPAD.

### Équipements sportifs

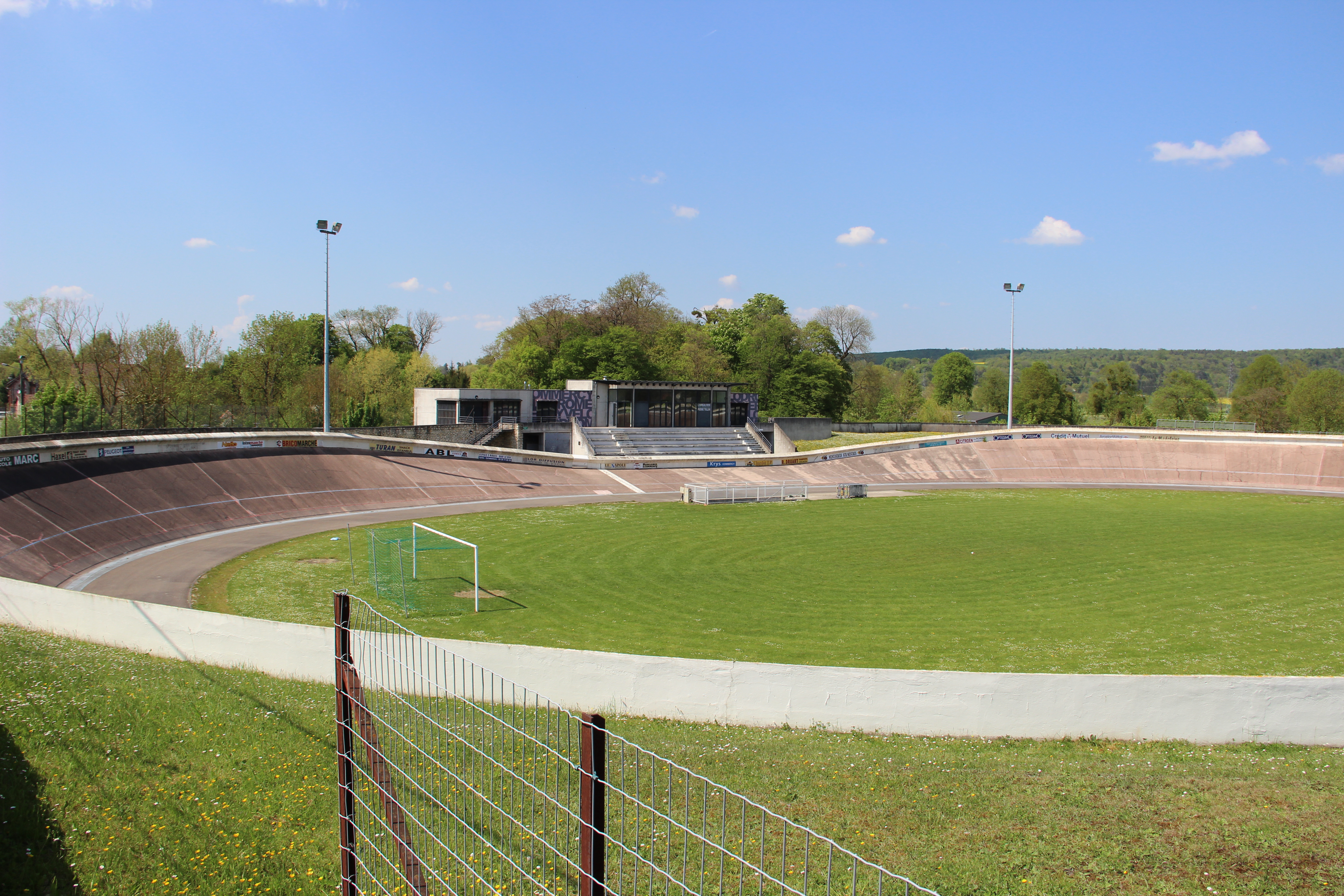
Vélodrome de Commercy.

La commune possède de nombreux équipements sportifs : un gymnase, un dojo, deux salles polyvalentes, une salle de musculation et de gymnastique, une salle de tennis de table, une salle de billard, un boulodrome et un stand de tir. Elle compte également une piscine municipale ouverte en 1972 et accueillant 100 000 personnes par an dont 60 % de scolaires. Pour les activités de plein air, elle possède deux stades, un vélodrome, un court de tennis, un boulodrome, un terrain multisports, un terrain de moto-cross, un terrain d'aéromodélisme et un parcours de santé.

### Justice, sécurité, secours et défense
La commune compte une brigade territoriale autonome de la Gendarmerie nationale. Le commissariat de police nationale a été fermé en 2003. Dans la zone gendarmerie de Commercy qui couvre 241 communes, il y a eu 2 528 crimes et délits commis lors de l'année 2014. Ils se décomposent en 56,6 % de vols et dégradations, 20,4 % de violences aux personnes, 11,0 % de délinquance économique et 12,0 % d'autres crimes et délits. Le taux de criminalité est de 29,79 pour 1 000 habitants, inférieur de plus d'une demi-douzaine de points aux moyennes départementale (34,12 ‰) et régionale (37,48 ‰), et inférieur de plus de 14 points à celle nationale (44,27 ‰).
La ville accueille la caserne du centre de secours des pompiers de Commercy, et est le siège de la compagnie Sud-Est du département. Cette dernière dépend du service départemental d'incendie et de secours (SDIS) de la Meuse, dont le siège est à Bar-le-Duc.
La commune n'est dotée d'aucune prison. Les établissements les plus proches dans le département sont le centre de détention de Saint-Mihiel à 15 km (401 places) et la maison d'arrêt de Bar-le-Duc à 31 km (73 places).
La commune relève du Tribunal judiciaire, du tribunal de commerce et du conseil de prud'hommes de Bar-le-Duc, où se trouve également la cour d'assises de la Meuse. Elle relève en revanche du tribunal pour enfants de Verdun. Elle est rattachée à la cour d'appel, au tribunal administratif et à la cour administrative d'appel de Nancy.

## Population et société
Les habitants de Commercy sont appelés les Commerciens.

### Évolution démographique
L'évolution du nombre d'habitants est connue à travers les recensements de la population effectués dans la commune depuis 1793. Pour les communes de moins de 10 000 habitants, une enquête de recensement portant sur toute la population est réalisée tous les cinq ans, les populations de référence des années intermédiaires étant quant à elles estimées par interpolation ou extrapolation. Pour la commune, le premier recensement exhaustif entrant dans le cadre du nouveau dispositif a été réalisé en 2008.

En 2022, la commune comptait 5 332 habitants, en évolution de −6,01 % par rapport à 2016 (Meuse : −4,4 %, France hors Mayotte : +2,11 %).
| 1793  | 1800  | 1806  | 1821  | 1831  | 1836  | 1841  | 1846  | 1851  |
| ----- | ----- | ----- | ----- | ----- | ----- | ----- | ----- | ----- |
| 3 685 | 3 400 | 3 388 | 3 623 | 3 622 | 3 716 | 4 761 | 3 942 | 4 022 |

| 1856  | 1861  | 1866  | 1872  | 1876  | 1881  | 1886  | 1891  | 1896  |
| ----- | ----- | ----- | ----- | ----- | ----- | ----- | ----- | ----- |
| 4 193 | 3 916 | 4 099 | 4 191 | 5 151 | 5 262 | 5 514 | 7 483 | 8 108 |

| 1901  | 1906  | 1911  | 1921  | 1926  | 1931  | 1936  | 1946  | 1954  |
| ----- | ----- | ----- | ----- | ----- | ----- | ----- | ----- | ----- |
| 7 724 | 7 836 | 8 876 | 7 352 | 6 991 | 7 303 | 7 812 | 6 224 | 7 028 |

| 1962  | 1968  | 1975  | 1982  | 1990  | 1999  | 2006  | 2008  | 2013  |
| ----- | ----- | ----- | ----- | ----- | ----- | ----- | ----- | ----- |
| 7 043 | 7 164 | 6 989 | 6 792 | 6 404 | 6 324 | 6 549 | 6 446 | 6 220 |

| 2018  | 2022  | - | - | - | - | - | - | - |
| ----- | ----- | - | - | - | - | - | - | - |
| 5 399 | 5 332 | - | - | - | - | - | - | - |

### Pyramide des âges
En 2018, le taux de personnes d'un âge inférieur à 30 ans s'élève à 33,0 %, soit au-dessus de la moyenne départementale (32,4 %). À l'inverse, le taux de personnes d'âge supérieur à 60 ans est de 31,0 % la même année, alors qu'il est de 29,6 % au niveau départemental.
En 2018, la commune comptait 2 526 hommes pour 2 873 femmes, soit un taux de 53,21 % de femmes, largement supérieur au taux départemental (50,49 %).
Les pyramides des âges de la commune et du département s'établissent comme suit.
| Hommes | Classe d’âge | Femmes |
| ------ | ------------ | ------ |
| 0,6    | 90 ou +      | 3,5    |
| 8,6    | 75-89 ans    | 13,5   |
| 17,1   | 60-74 ans    | 18,1   |
| 20,3   | 45-59 ans    | 18,7   |
| 17,7   | 30-44 ans    | 15,6   |
| 18,9   | 15-29 ans    | 15,5   |
| 16,8   | 0-14 ans     | 15,2   |

| Hommes | Classe d’âge | Femmes |
| ------ | ------------ | ------ |
| 0,8    | 90 ou +      | 2,2    |
| 7,6    | 75-89 ans    | 11     |
| 20,2   | 60-74 ans    | 20,5   |
| 20,6   | 45-59 ans    | 20     |
| 17,4   | 30-44 ans    | 16,8   |
| 16,7   | 15-29 ans    | 13,6   |
| 16,8   | 0-14 ans     | 15,8   |

### Sports et loisirs
En 2016, une quinzaine d'associations et clubs sportifs sont basés à Commercy et concernent aussi bien le badminton, la boxe, le judo que la randonnée et le tir à l'arc. Une trentaine d'autres associations sont basées dans les communes voisines.

### Cultes
La communauté catholique dépend du diocèse de Verdun et plus précisément du doyenné Sud et de la paroisse Bienheureux Charles de Foucauld du Pays de Commercy. Cette dernière est découpée en quatre communautés dont la communauté de Commercy qui est composée de l'église Saint-Pantaléon.
La communauté musulmane dispose d'une mosquée.
Les communautés juive et protestante ne disposent plus de lieu de culte dans la commune.

### Médias
Pour la presse écrite, l'actualité de Commercy est rapportée dans l'édition locale de Bar-le-Duc du quotidien régional L'Est républicain. De plus, la mairie publie occasionnellement un bulletin municipal : Commercy Actu's.
Pour la radio, Kit FM et Meuse FM diffusent dans le département de la Meuse. La radio Virgin Radio propose une déclinaison Lorraine.
Pour la télévision, la ville est couverte par France 3 Lorraine.
La commune est couverte par l'internet haut-débit ADSL (télévision comprise) grâce à un répartiteur téléphonique (NRA) situé sur le territoire de la commune. La zone est dégroupée et cinq opérateurs sont présents. En 2023, Commercy et les villages alentour sont couverts par la fibre optique.

## Économie

### Emploi
Le 18 juillet 2011 a été signé un contrat de développement économique pour le bassin de Commercy afin de pallier le départ du régiment qui a déjà débuté, ainsi que pour les nombreuses difficultés rencontrées au cours de la décennie précédente concernant l'industrie de l’agglomération. Cette décision a permis notamment l'aménagement d'un terrain de 19 hectares pour réceptionner la société aéronautique Safran Aero Composite, qui permettra d'y fabriquer des pièces pour avions civils, et ainsi créer à Commercy plus de 200 emplois. L'usine devrait entrer en production dès 2015,.

### Économie et industrie
La ville dispose d'une industrie sidérurgique: la tréfilerie Tréfilunion (ex-Arcelor-Mittal, depuis 2019 groupe allemand Mutares, effectif 62 p.); d'une industrie métallurgique (soudage à l'arc) et alimentaire comme la spécialité des madeleines de Commercy.
Un site de production de la biscuiterie Saint-Michel est implanté dans la commune.
Une usine Safran (pièces de moteur d'avion) s'est implantée aux abords de la D 964 à la sortie de Commercy ; la production a commencé début 2015.

### Centre de formation destiné à des militaires saoudiens
Amnesty International France révèle en juillet 2020 que des soldats saoudiens doivent être instruits au sein d'un centre de formation installé dans la commune. Géré par une entreprise belge, John Cockerill (pour laquelle travaille l'ancien ministre de la Défense français Gérard Longuet), le centre a bénéficié de financements publics français,.

## Culture locale et patrimoine

### Lieux et monuments
Dans la ville, neuf monuments sont répertoriés au monuments historiques, cinq sont classés et quatre sont inscrits à l'inventaire supplémentaire.
Monuments classés
- le château de Commercy (château Stanislas[130]) fut la résidence de la duchesse douairière de Lorraine et de Bar, Élisabeth-Charlotte d'Orléans, puis de Stanislas Leszczynski, roi déchu de Pologne mais beau-père de Louis XV[131] ;
- le prieuré de Breuil où a séjourné Dom Calmet a été récemment restauré[132] ;
- l'ancien hôtel de ville, place Charles-de-Gaulle[133] (architecte Charles-Louis de Montluisant) ;
- la pharmacie Malard, 23 place Charles-de-Gaulle[134] ;
- le château de Wynter, construit avant 1766.

Monuments inscrits
- l'hôpital Saint-Charles, 1 rue Henri-Garnier[135] ;
- la maison 1 rue des Juifs[136] ;
- la maison 6 rue des Moulins[137] ;
- l'église Saint-Pantaléon classée Monument historique en 1926[138].

Le monument aux morts de la guerre 1914-1918 à Commercy. La sculpture de Gaston Broquet représente un groupe de mitrailleurs sortant d'une tranchée face à l'ennemi et transportant leur mitrailleuse.
- Chapelle Jeanne-d'Arc.

La chapelle est dédiée à Jeanne-d'Arc. Elle montre l'importance de l’héroïne dans la région.
La statue de Jeanne d'Arc y a été placée par la société gymnastique « La Jeanne d'Arc », en 1933-34.
- Chapelle de l'hôpital Saint-Charles.
- Chapelle funéraire de la marquise de Carcano construite en 1923.
- Nécropole nationale.

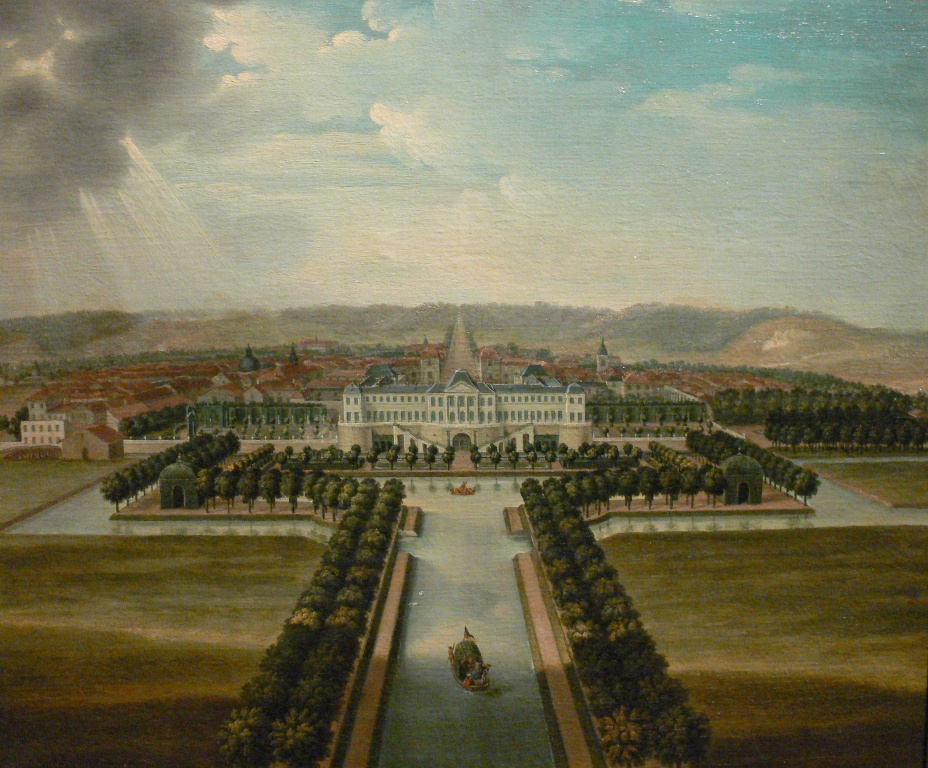
Vue du château de Commercy & de la ville, Musée lorrain.
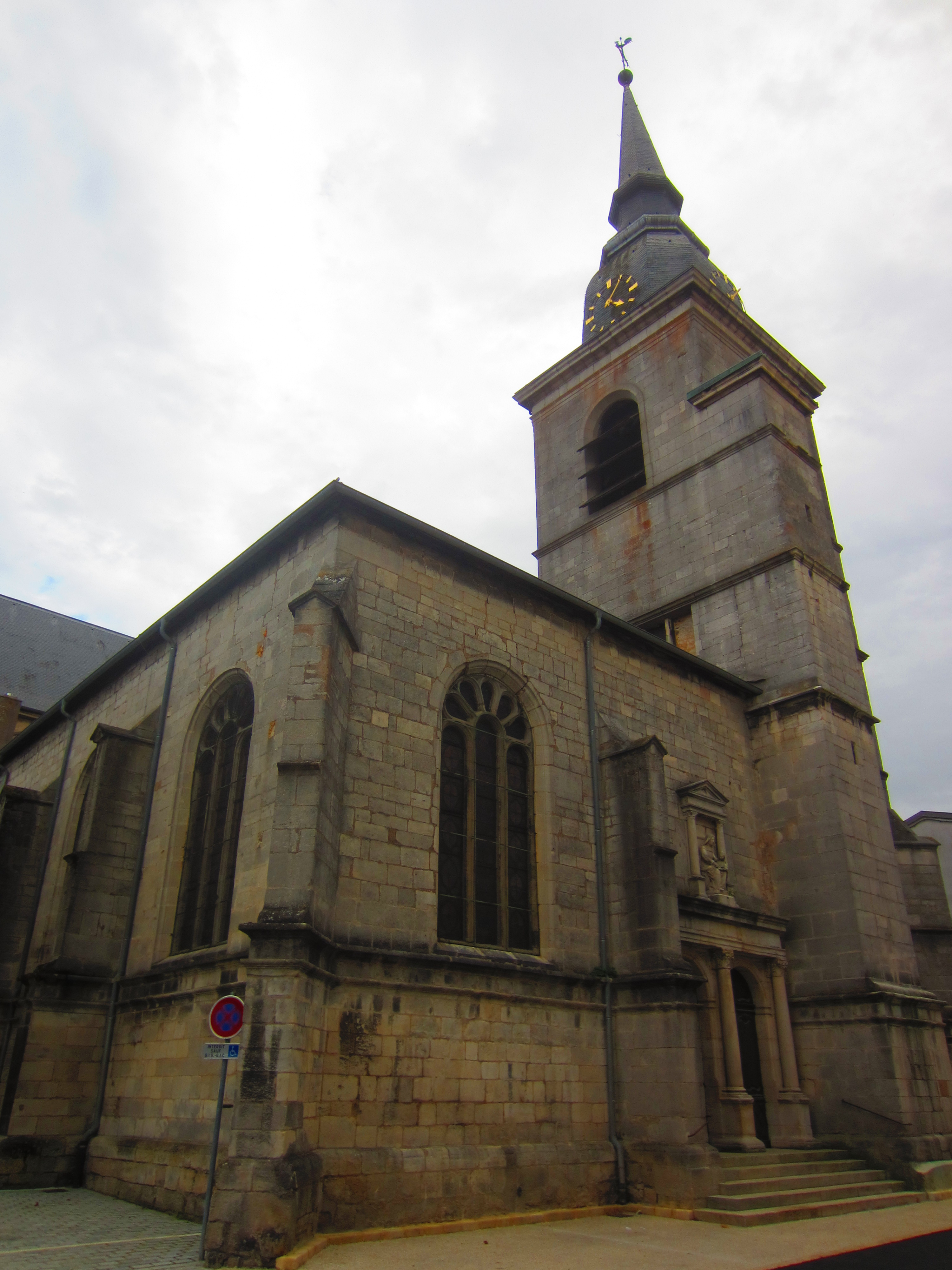
Église Saint-Pantaléon.
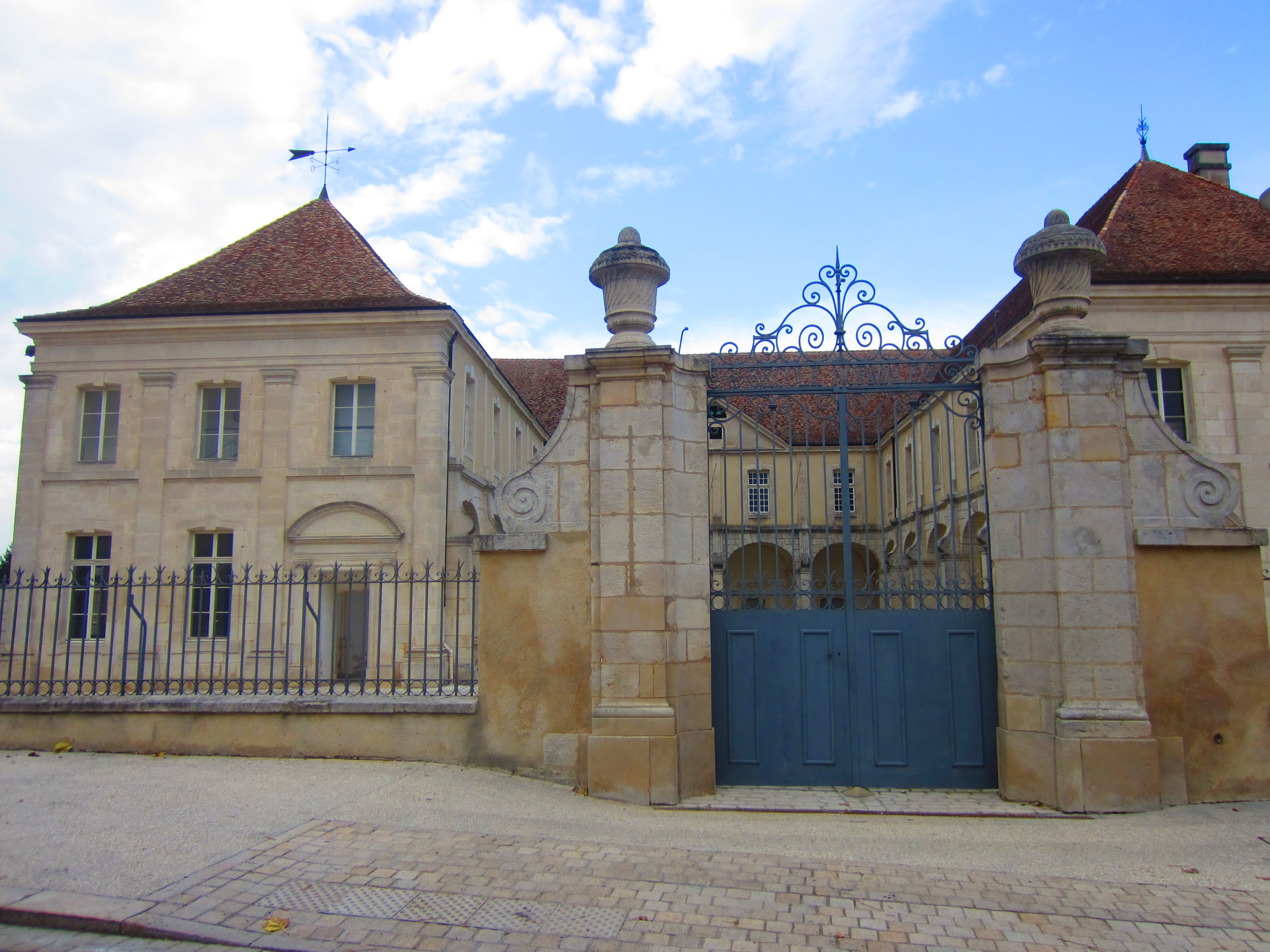
Prieuré de Breuil.
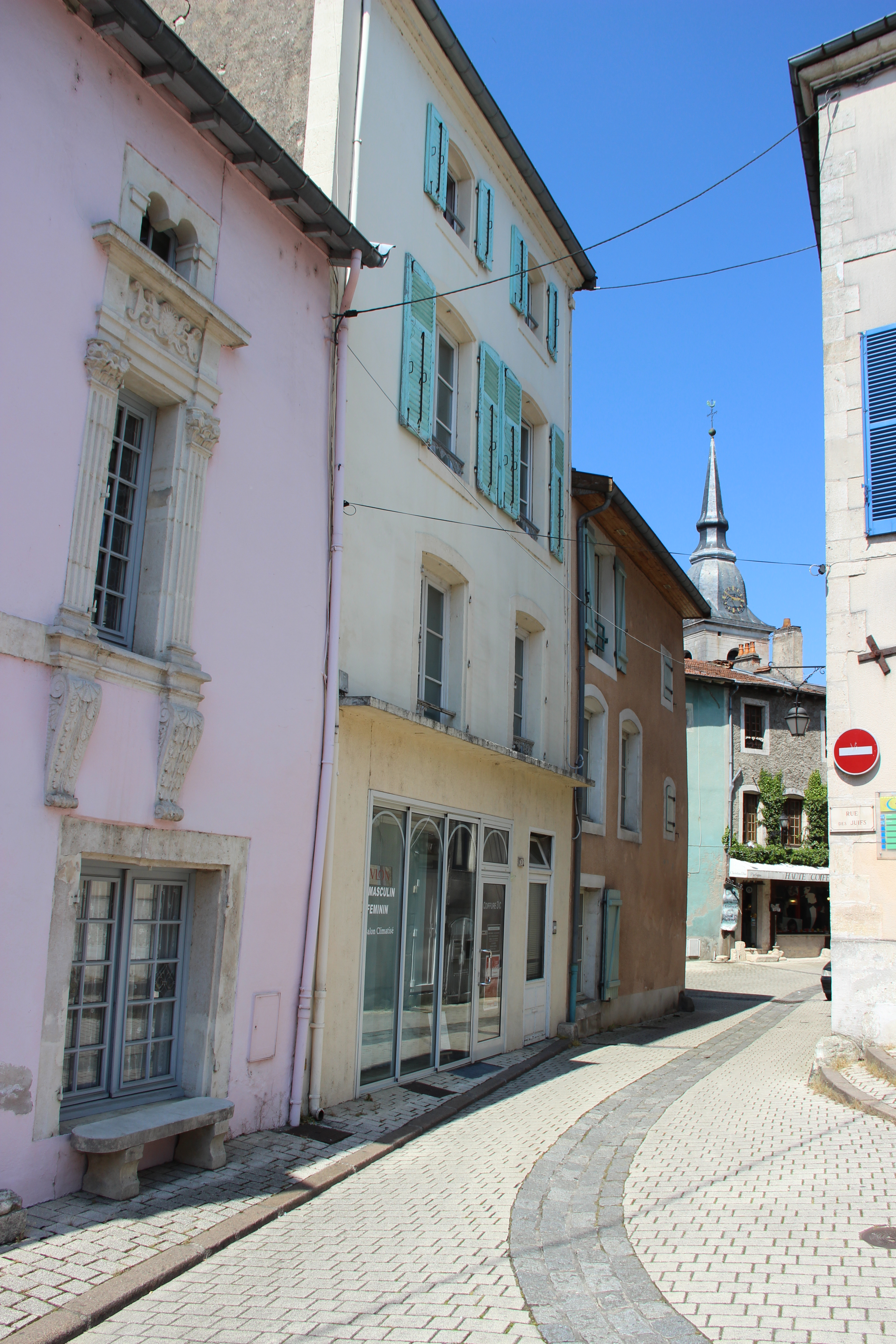
Rue des Juifs.
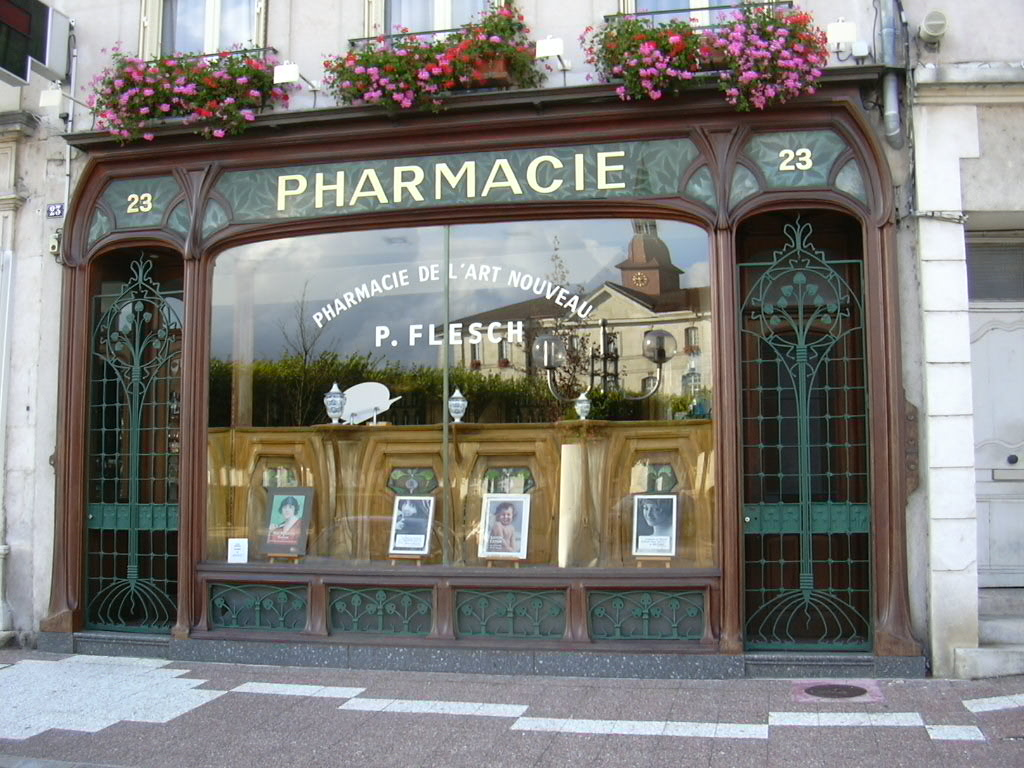
Pharmacie Malard.
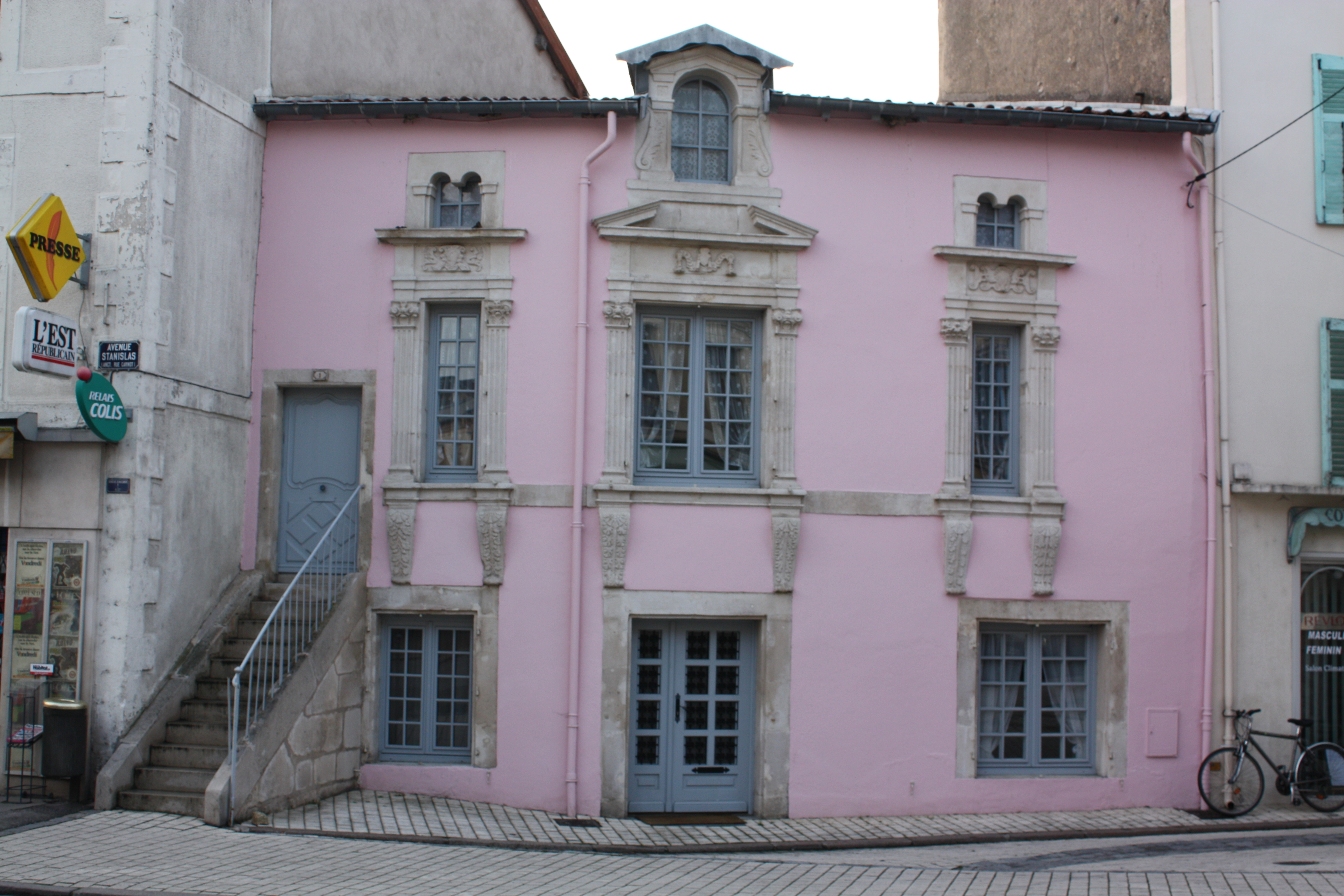
Maison Renaissance, 1 rue des Juifs (ancienne synagogue).
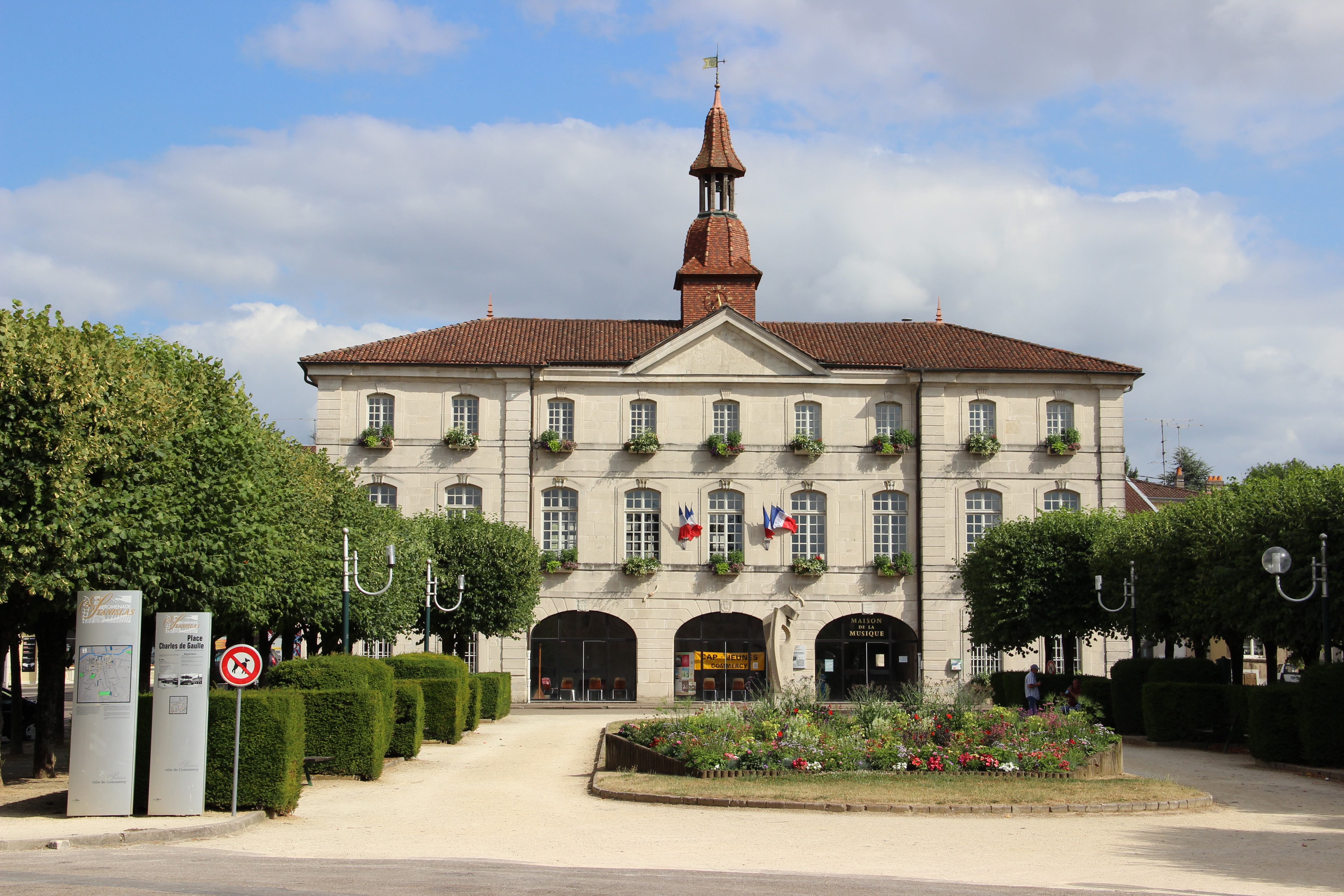
Ancien hôtel de ville.
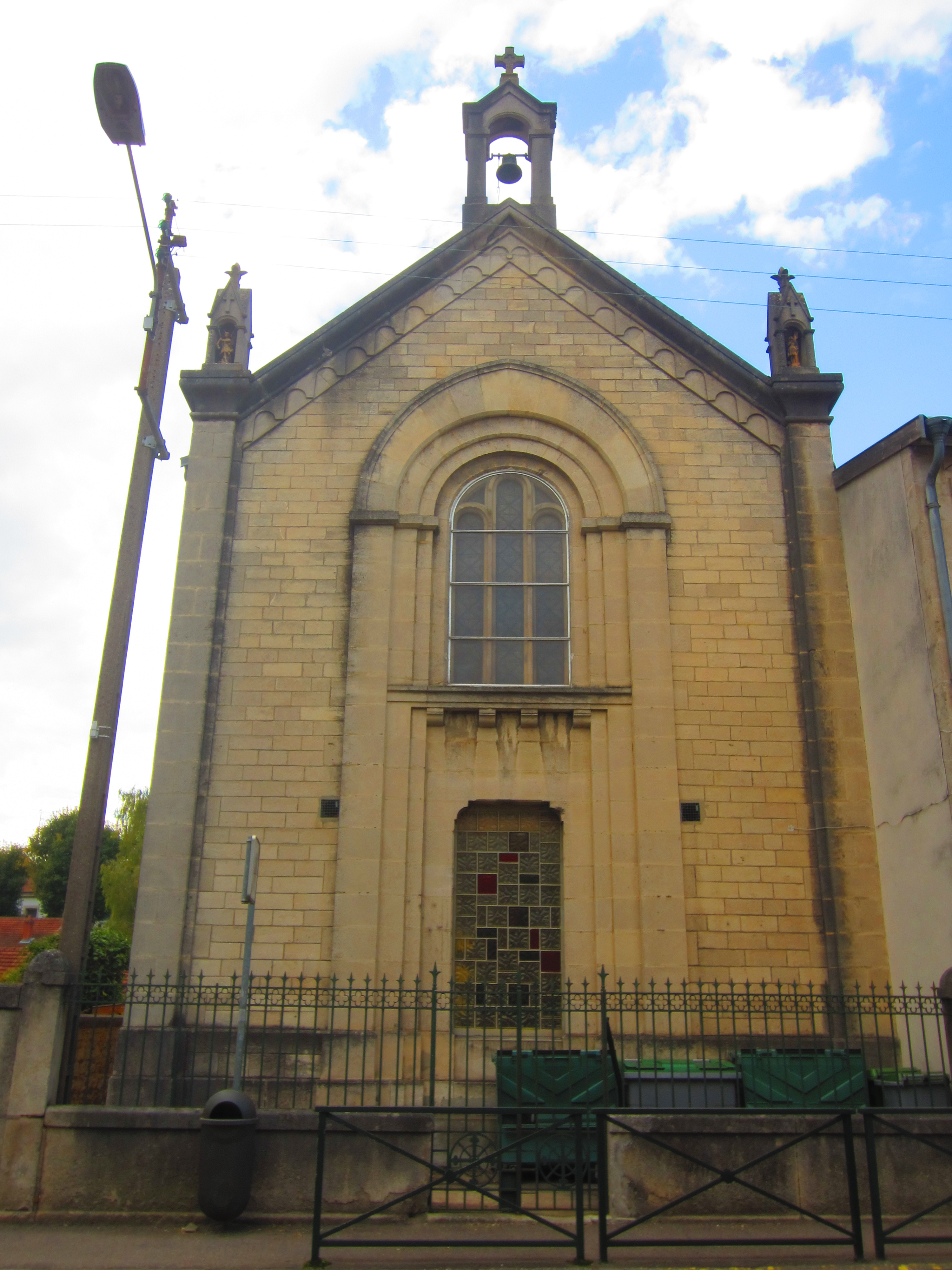
Chapelle Jeanne d'Arc.

Le musée
- musée de la céramique et de l'ivoire de Commercy.

Le cimetière
- Chapelle funéraire de la marquise de Landolfo-Carcano (1831-1921), construite en 1923. C'est le monument le plus remarquable du cimetière de Saint-Sébastien.

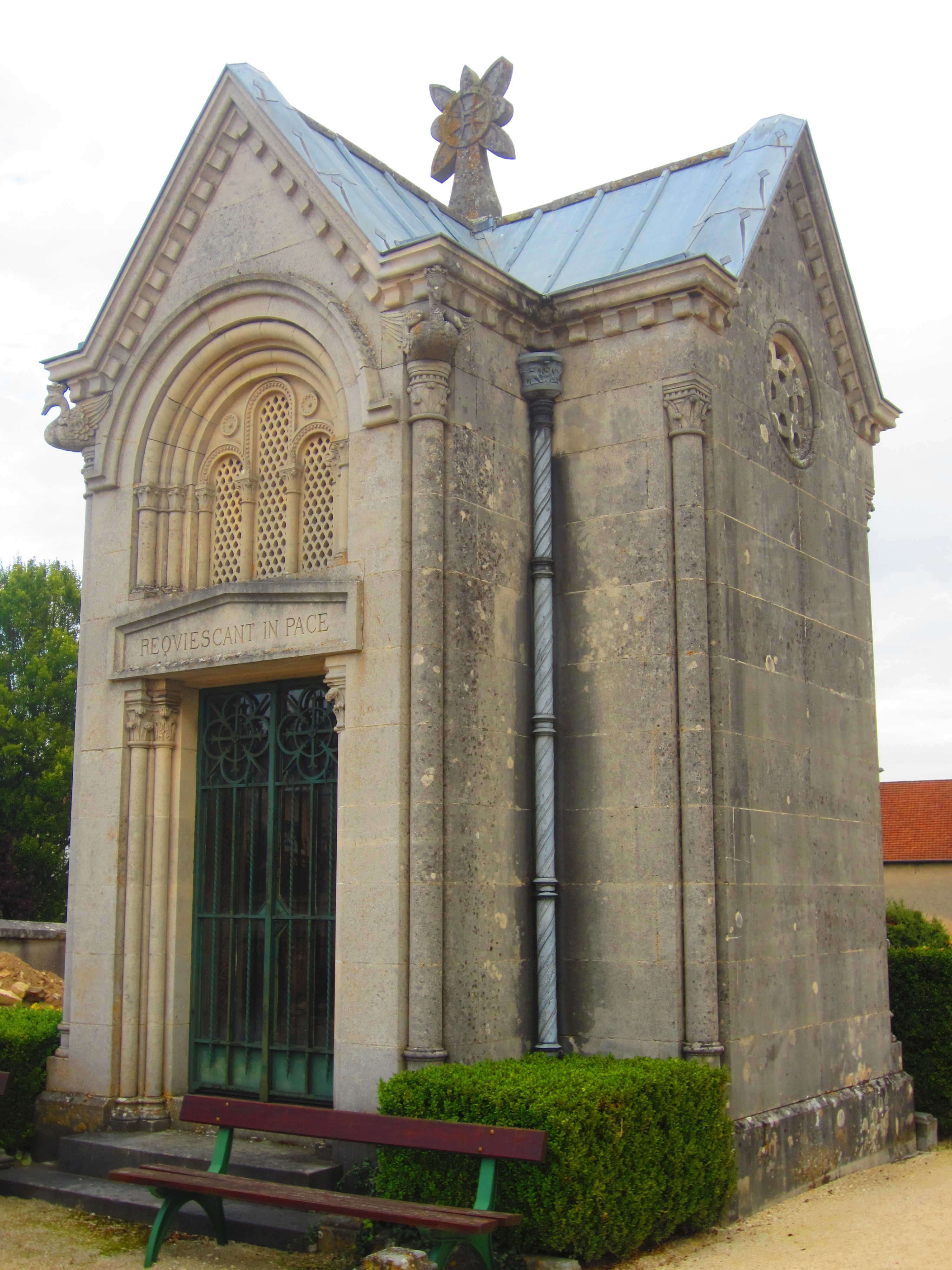
Chapelle funéraire de la marquise de Carcano,
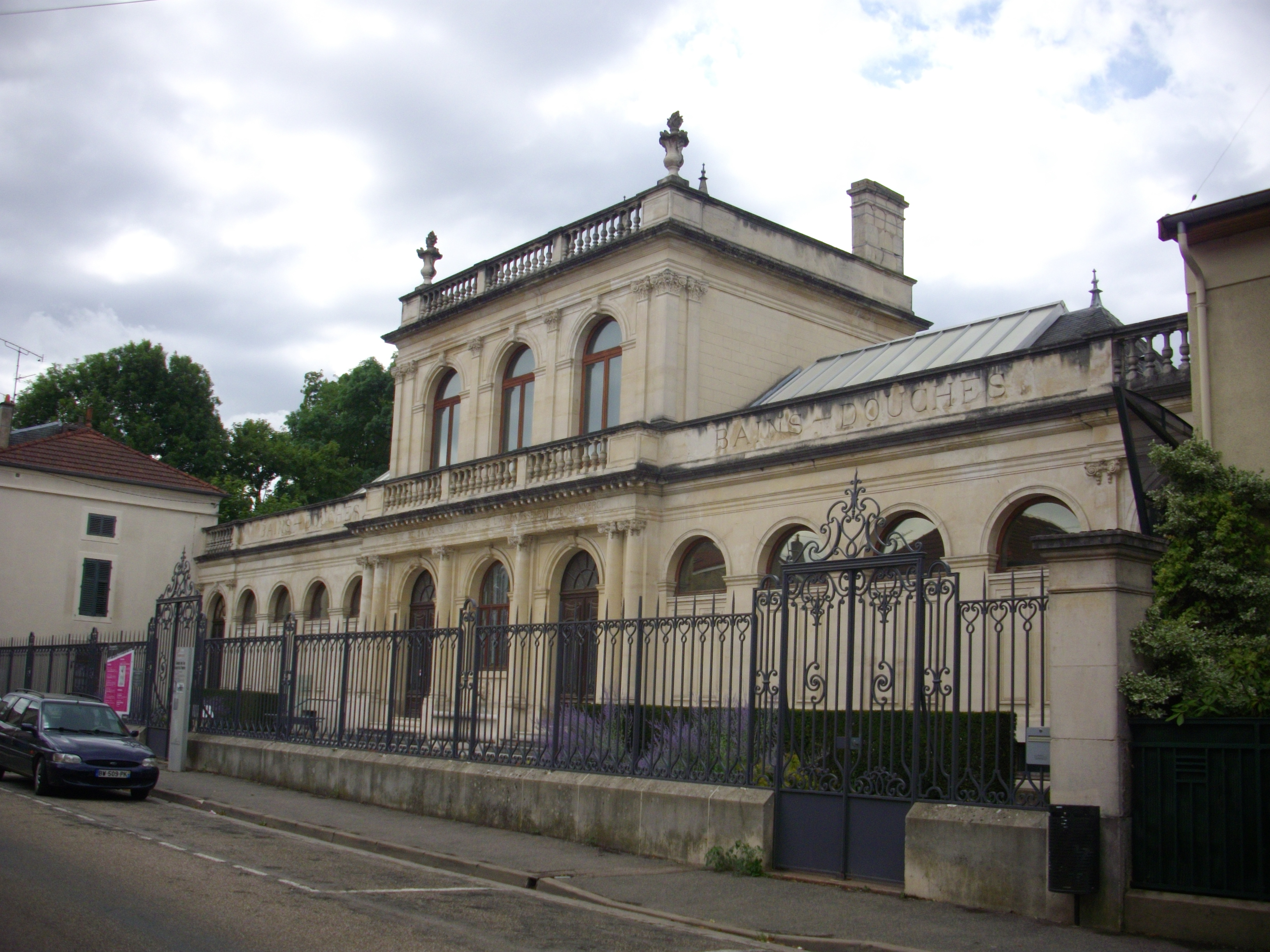
Anciens bains douches, actuel musée,
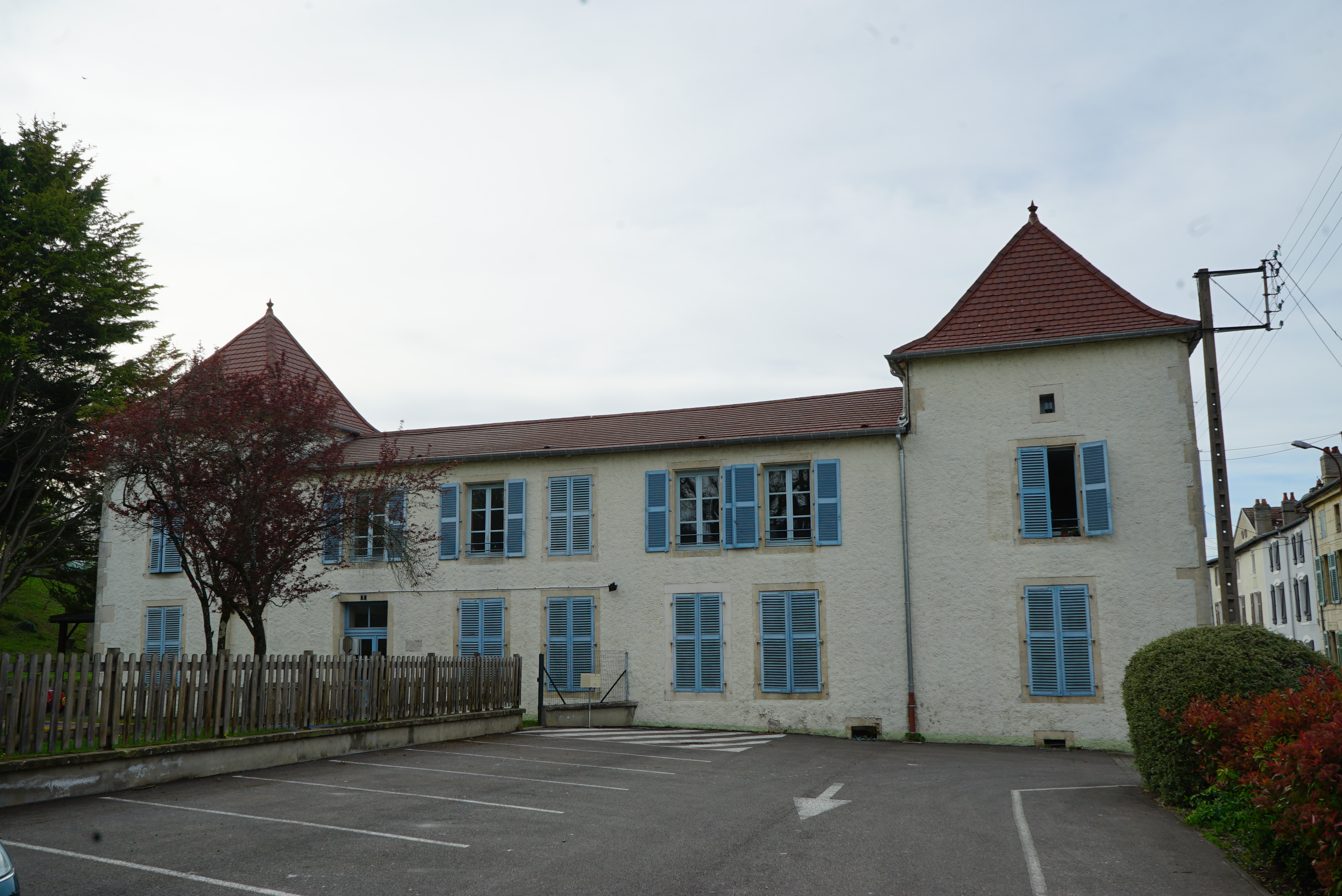
Château Gaucourt rue de Lisle.

L'église et le terrain d'alentour paraissent avoir été anciennement le seul lieu destiné à la sépulture des habitants chrétiens de Commercy (les riches à l'intérieur de l'église, et les pauvres à l'extérieur). Ce cimetière s'étendait davantage vers le château ; ce fut Robert Ier (860-923) qui le réduisit pour ses fortifications. Au fur et à mesure de leur création, les bénédictins, les chanoines, les capucins, les religieuses et l'hôpital eurent leur cimetière particulier. L'actuel cimetière Saint-Sébastien fondé en 1600 se trouvait alors au milieu des champs et était primitivement réservé aux malades de la peste.
Ce ne fut qu'en 1771 que, pour se conformer à l'édit du roi, le cimetière de Saint-Sébastien devint le lieu unique et exclusif de sépulture de toute la ville.
Le cimetière Saint-Sébastien était, en 1789, divisé en trois parties. La première et la plus grande servait aux catholiques, la seconde aux enfants morts sans baptême, et la troisième aux schismatiques. La Révolution (en 1789) fit disparaître ces différentes enceintes. En 1840, le cimetière a été agrandi et embelli, d'utiles allées y ont été établies. À la révolution, le cimetière de l'église est rasé. Il n'en subsiste que quelques stèles qui ont échappé miraculeusement à la destruction.

Cimetière de l'église
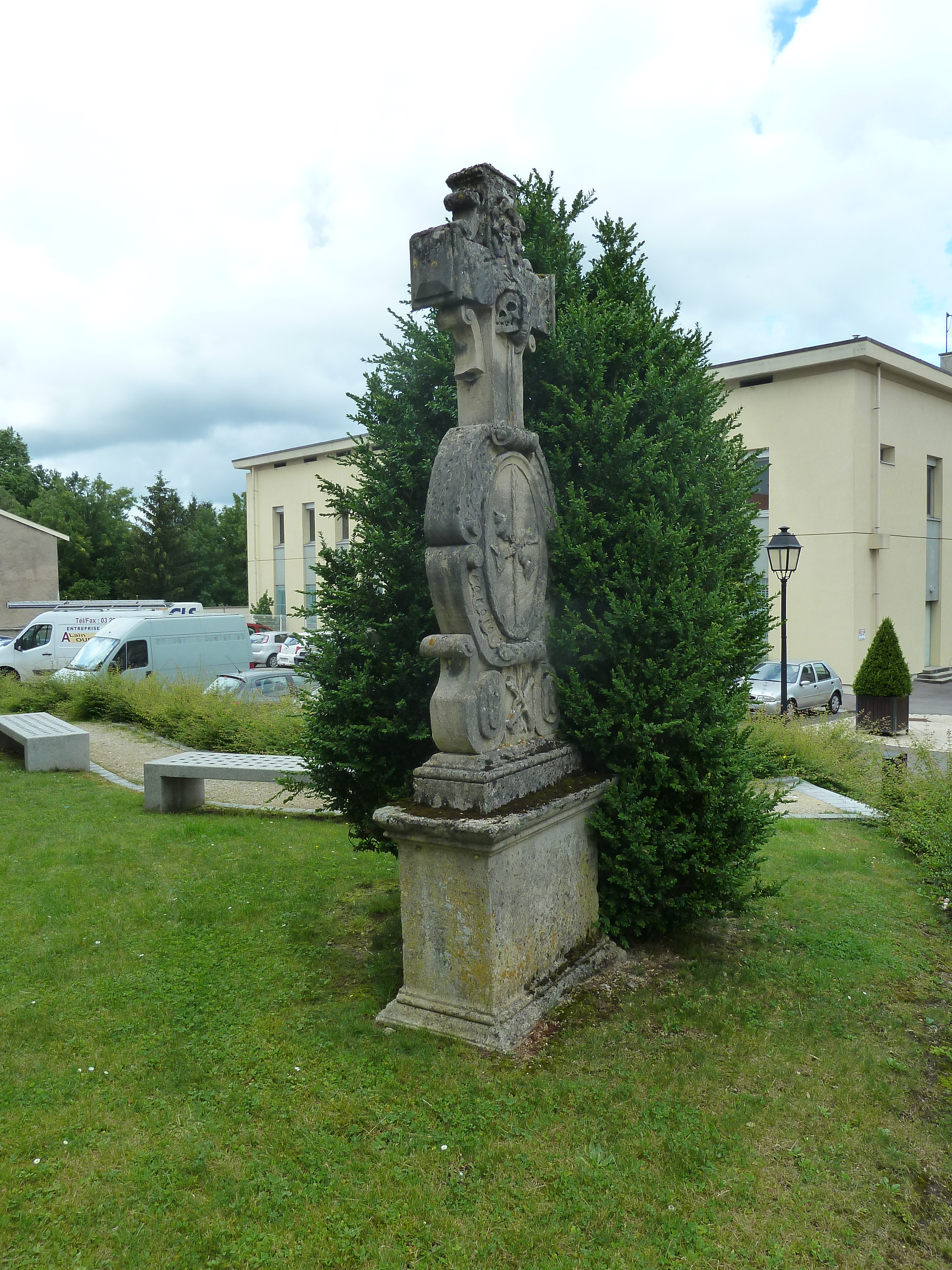
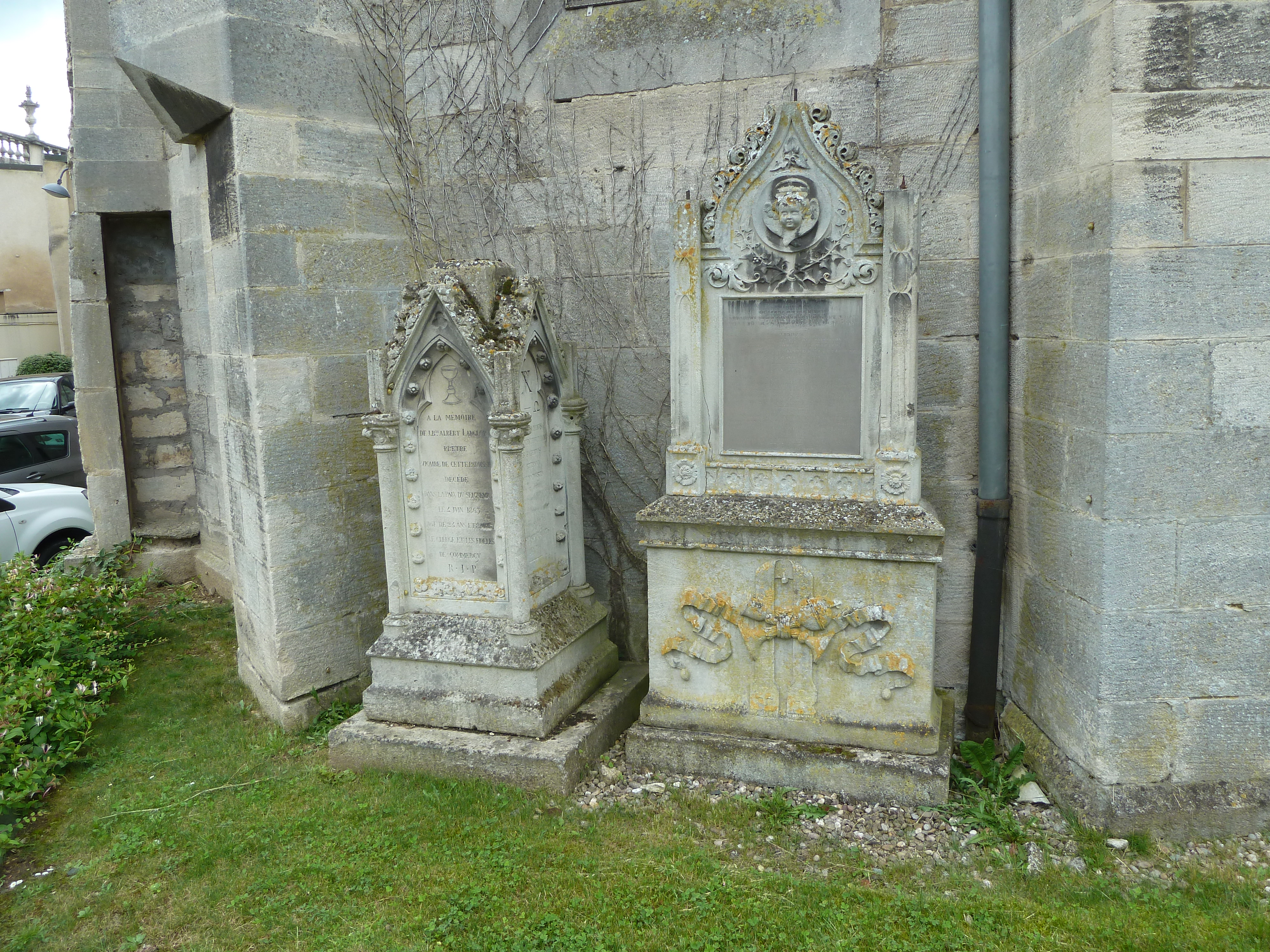
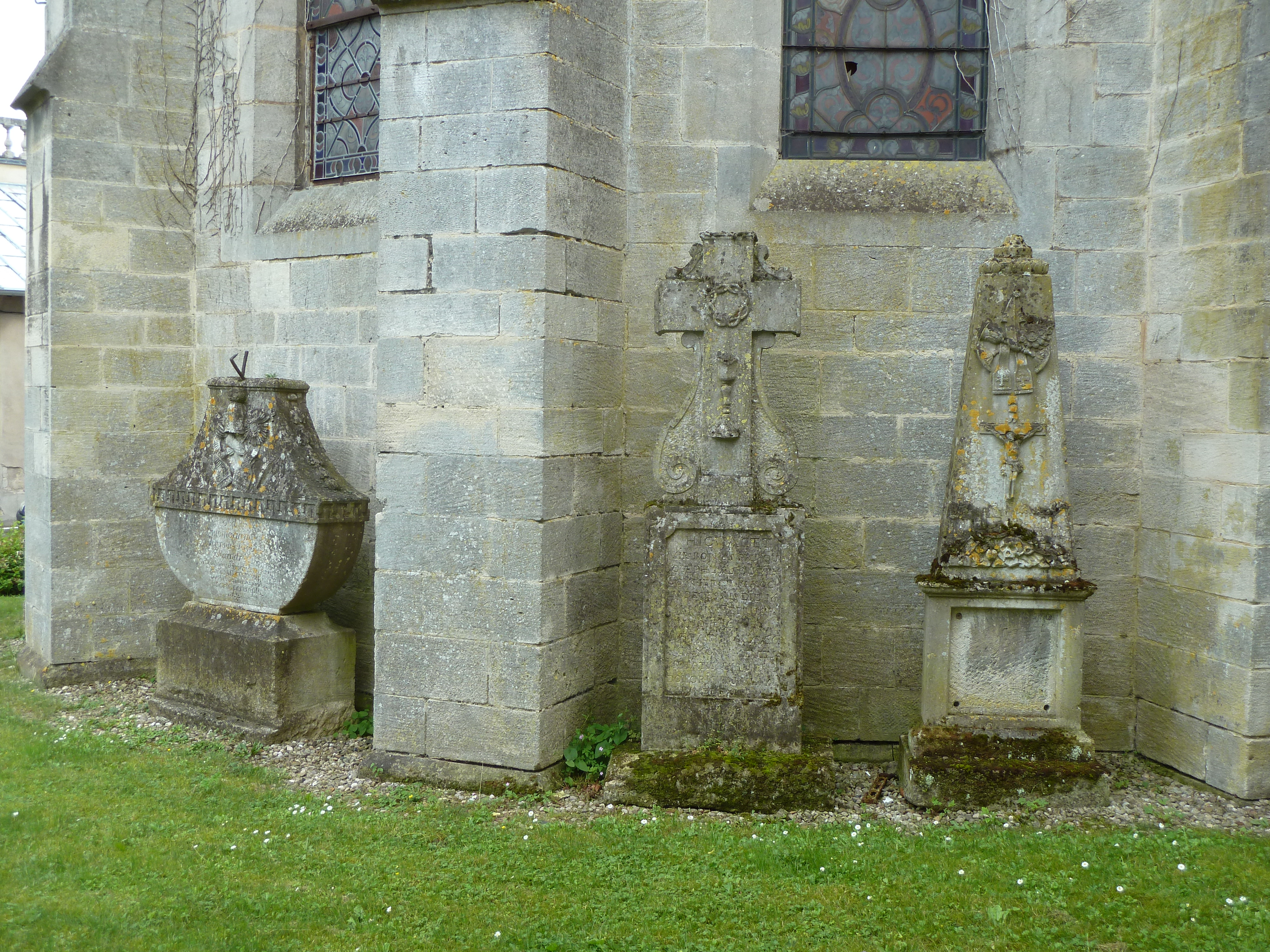

### Arbre remarquable

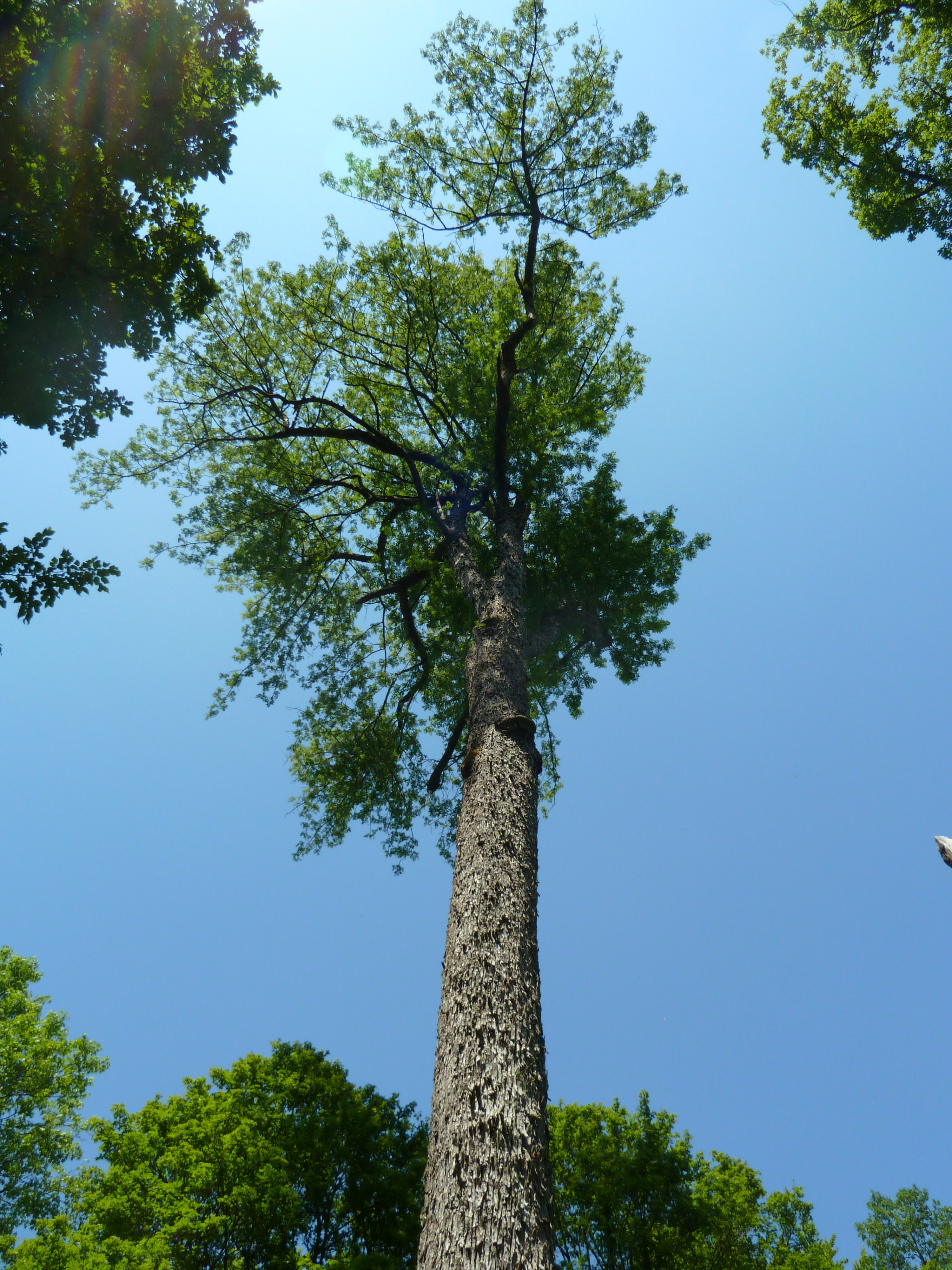
Le cormier de Commercy.

Dans la forêt de Commercy, un arbre remarquable, un cormier de 200 ans atteint 35 m de hauteur (+/-1,5 m) pour quelque 2,35 m de circonférence (mesure 2011).

### Spécialités gastronomiques

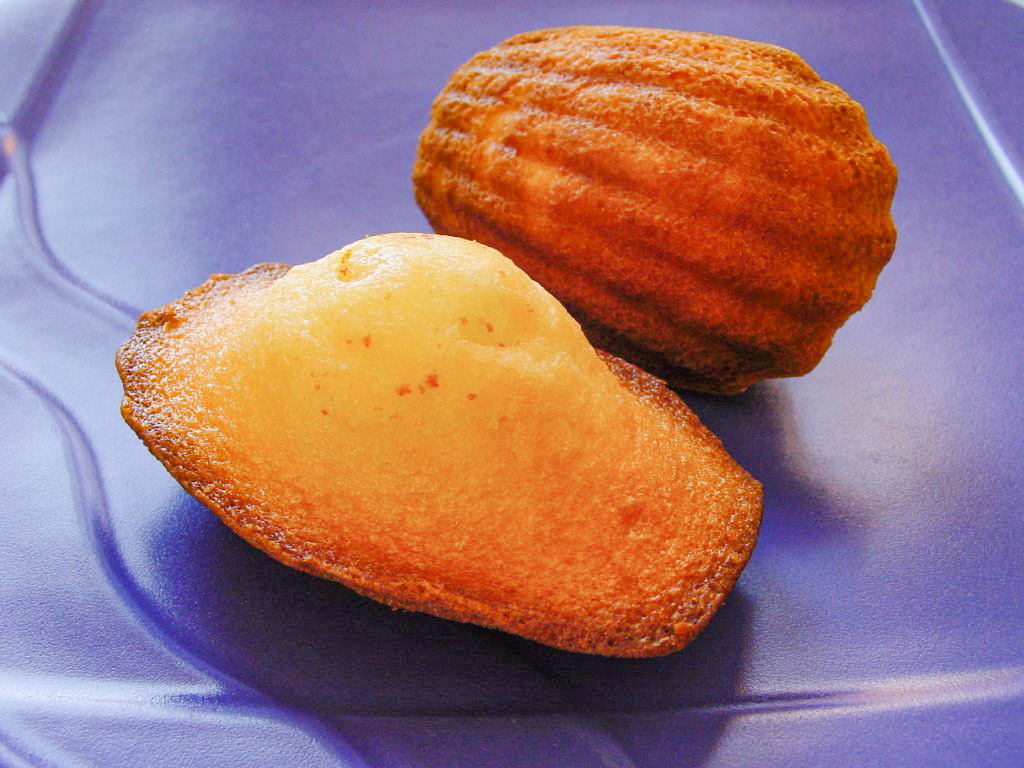
Madeleines de Commercy.

Les madeleines de Commercy.

### Vie militaire
Unités militaires ayant été en garnison à Commercy[réf. nécessaire] :
- Centre de sélection no 6, jusqu'en 1978 ;
- 151e régiment d'infanterie, 1939-1940 ;
- 155e régiment d'infanterie, (avant) 1906 - 1914 ;
- 6e régiment de hussards, 1906 ;
- 182e régiment d'artillerie lourde à tracteurs, 1939-1940 ;
- 402e régiment d'artillerie, 01/09/1947-1955 ;
- 8e régiment d'artillerie, 1964-2013.

### Héraldique, devise et logotype
| Blason de Commercy | Blason  | De gueules aux trois demoiselles d'argent rangées en fasce, au chef cousu d'azur semé de croix pommetées au pied fiché aussi d'argent. Devise / Cri« Qui mesure dure ». |
| Blason de Commercy | Détails | Il s'agit des anciennes armoiries de Commercy (de gueules à trois demoiselles de paveur d'argent posées en pal l'une sur l'autre), associées avec celles des seigneurs de Commercy (d'azur semé de croix pommettées au pied fiché d'argent). Le statut officiel du blason reste à déterminer. |

### Personnalités liées à la commune

#### Naissances
- Pantaléon Thévenin, né vers 1550, poète, humaniste, traducteur et pamphlétaire antiprotestant, principal du collège de Ligny-en-Barrois de 1587 à 1595[142].
- Nicolas Durival (1723-1795), historien
- Jean Nicolas Viquy (1737-1814), homme politique, maire de Bray-sur-Seine, député de Seine-et-Marne à la Convention.
- Nicolas Alaidon (1738-1827), curé de Toul, émigra durant la Révolution, auteur du Journal d'un prêtre pendant la Révolution[143], né le 24 octobre 1738, mort à Nancy en 1827.
- Henri Braconnot (1780-1855), chimiste
- Henri Brocard (1845-1922), mathématicien
- Paul Decker-David (1863-1918), homme politique, maire d'Auch, député du Gers puis sénateur du Gers en 1912.
- Georges Mangin (1873-1908), officier et explorateur
- Benno Vigny (1889-1965), scénariste et réalisateur germano-français
- André Marie Chauvin (1891-1981) général.
- Raymond Thouvenot (1896-1981), archéologue et historien français de l'Antiquité romaine, né et mort à Commercy
- Maurice Cloche (1907-1990), réalisateur de cinéma
- Roger Lévy (1914-2006), Compagnon de la Libération
- Élisabeth de Miribel (1915-2005), Française libre
- Yves Quéré (1931), physicien, membre de l'Académie des sciences
- Dominique Desseigne (1944), chef d'entreprise
- Pascal Vigneron (né le 23 juin 1963), organiste, trompettiste, chef d'orchestre, directeur du Festival Bach de Toul.

#### Autres
- Robert Desgabets (1610-1678), professeur de philosophie cartésienne.
- Jean-François Paul de Gondi (1613-1679), cardinal de Retz, s’installa à Commercy de 1660 à 1678, où il écrivit ses célèbres mémoires. Il fit percer à travers la forêt la grande allée appelée encore « Tranchée cardinale ».
- Élisabeth-Charlotte d'Orléans (1676-1744), duchesse de Lorraine, vit la fin de sa vie de 1737 à 1744 au château de Commercy.
- Dom Calmet (1672-1757) a longtemps séjourné à Commercy. Une place porte son nom, près de l'église, dans le quartier le plus ancien de la ville.
- Voltaire (1694-1778) séjourna régulièrement au château de Commercy que lui ouvrait le roi Stanislas ; il y écrivit de nombreuses pièces.
- Jean Étienne François de Monter (1738-1811), général des armées de la République, maire de Commercy, y est décédé.
- Colonel Adrien Henry, militaire, gendarme et résistant (1888 - 1963). Né à Lacroix-sur-Meuse, héros de 14/18, il participe à de nombreuses batailles avec le 161e régiment d'infanterie de Saint-Mihiel, il active un réseau de résistance dans le département de l'Indre avec ses gendarmes (39/45)[144]. Entre les deux guerres, il se marie à Commercy avec Jeanne Florentin. Il meurt et est enterré à Commercy.
- Colonel Arnaud Beltrame (1973-2018), né à Étampes, et mort le 24 mars 2018 à Carcassonne, est un officier supérieur de gendarmerie français, connu pour s’être volontairement substitué à une otage au cours de l’attaque terroriste du 23 mars 2018 à Trèbes et avoir succombé aux blessures reçues durant cet événement. A été officier de réserve en situation d'activité (ORSA) au 8e régiment d'artillerie de Commercy.

### Commercy dans les arts et la culture
- 1964 : Le Train, film américain de John Frankenheimer et Bernard Farrel
- 2012 : Main dans la main, film de Valérie Donzelli

## Pour approfondir